# ناپلئون بناپارت
ناپُلِئون بُناپارْت (فرانسوی: Napoléon Bonaparte‎؛ ۱۵ اوت ۱۷۶۹ – ۵ مه ۱۸۲۱) که بعدها با نام سلطنتی ناپُلِئون یکم شناخته می‌شد، فرمانده نظامی و امپراتور فرانسوی بود که طی انقلاب فرانسه به شهرت رسید و لشکرکشی‌های موفقی را طی جنگ‌های انقلابی رهبری کرد. او از ۱۷۹۹ تا ۱۸۰۴ به‌عنوان کنسول نخست، رهبر جمهوری فرانسه بود و سپس از ۱۸۰۴ تا ۱۸۱۴ و بار دیگر به‌مدت کوتاهی در ۱۸۱۵ امپراتور فرانسه بود. میراث سیاسی و فرهنگی ناپلئون، او را به رهبری نامدار و بحث‌برانگیز تبدیل کرد. او تعداد زیادی از اصلاحات پایدار را بنیاد نهاد اما به‌دلیل حکومت اقتدارگرایش مورد انتقاد قرار گرفت. ناپلئون یکی از بزرگ‌ترین فرماندهان نظامی تاریخ محسوب می‌شود و فعالیت‌های نظامی او همچنان در آکادمی‌های نظامی سراسر جهان مورد مطالعه قرار می‌گیرند. در طی جنگ‌های ناپلئونی که ناپلئون به راه انداخت حدود سه تا شش میلیون نفر کشته شدند.
ناپلئون در خانواده‌ای از تبار نجیب‌زادگان ایتالیایی به دنیا آمد. او از سلطنت فرانسه دلخور بود و حین خدمت در ارتش فرانسه، از انقلاب فرانسه در ۱۷۸۹ پشتیبانی کرد و تلاش کرد تا آرمان‌های انقلاب را به زادگاهش، کرس، گسترش دهد. او با سرکوب شورشی‌های سلطنت‌طلب، حکومت دیرکتوار را نجات داد و اعتبارش به‌سرعت بیشتر شد. ناپلئون در سال ۱۷۹۶ به سمت اتریشی‌ها و متحدان ایتالیایی آن‌ها لشکر کشید و پیروزی‌های قاطعانه‌ای به دست آورد و به قهرمان ملی تبدیل شد. او دو سال بعد لشکرکشی به مصر را رهبری کرد که سکوی پرتابی در کسب قدرت سیاسی او بود. به‌دنبال وقوع کودتایی در نوامبر ۱۷۹۹، او خود را کنسول نخست جمهوری منصوب کرد. ناپلئون در سال ۱۸۰۴، به‌منظور تحکیم و گسترش قدرت، به‌عنوان امپراتور فرانسه تاج‌گذاری کرد.
اختلافات با بریتانیا منجر به این شد که فرانسه تا سال ۱۸۰۵ با جنگ ائتلاف سوم مواجه شود. ناپلئون این ائتلاف را با پیروزی‌هایی در مبارزات اولم و نبرد استرلیتز که به انحلال امپراتوری مقدس روم انجامید، در هم شکست. در سال ۱۸۰۶ نیز ائتلاف چهارم علیه او رخ داد. ناپلئون پروس را در نبرد ینا–اورشتدت شکست داد، ارتش بزرگ را به اروپای شرقی برد و روس‌ها را در ژوئن ۱۸۰۷ شکست داد و ملت‌های شکست‌خوردهٔ ائتلاف چهارم را به پذیرش پیمان تیلسیت مجبور کرد. دو سال بعد، اتریشی‌ها در جریان جنگ ائتلاف پنجم دوباره فرانسوی‌ها را به مبارزه طلبیدند، اما ناپلئون پس از پیروزی در نبرد واگرام، سیطره خود را بر اروپا مستحکم کرد.
ناپلئون به گسترش محاصره قاره‌ای امید داشت. او به شبه‌جزیرهٔ ایبریا حمله کرد و برادرش، ژوزف، را در سال ۱۸۰۸ پادشاه اسپانیا کرد. اسپانیایی‌ها و پرتغالی‌ها در جنگ شبه‌جزیره با کمک ارتش بریتانیا شورش کردند که به شکست مارشال‌های ناپلئون منجر شد. سپس ناپلئون در تابستان ۱۸۱۲ به روسیه حمله کرد. این لشکرکشی شاهد عقب‌نشینی مصیبت‌بار ارتش بزرگ ناپلئون بود. در سال ۱۸۱۳، پروس و اتریش به نیروهای روسیه در ائتلاف ششم علیه فرانسه ملحق شدند که در نتیجه ارتش ائتلافی بزرگ، ناپلئون را در نبرد لایپزیگ شکست داد. ائتلاف به فرانسه حمله و پاریس را تسخیر کرد. ناپلئون مجبور شد در آوریل ۱۸۱۴ از سلطنت کناره‌گیری کند. او به جزیرهٔ الب، بین جزیرهٔ کورس و ایتالیا، تبعید شد. در فرانسه، بوربون‌ها به قدرت بازگشتند.
ناپلئون در فوریهٔ ۱۸۱۵ از جزیرهٔ الب گریخت و کنترل فرانسه را به دست گرفت. هم‌پیمانان با تشکیل ائتلاف هفتم واکنش نشان دادند و ناپلئون در ژوئن ۱۸۱۵، در نبرد واترلو شکست خورد. بریتانیایی‌ها او را به جزیرهٔ دورافتادهٔ سنت هلن در اقیانوس اطلس تبعید کردند. ناپلئون همان‌جا در سال ۱۸۲۱ در ۵۱ سالگی درگذشت.
ناپلئون نقش به‌سزایی در تاریخ اروپا ایفا نمود. او در نخستین دههٔ سده ۱۹ میلادی ارتش فرانسه را علیه اکثر قدرت‌های اروپایی هدایت کرد و پس از رشته‌ای از پیروزی‌ها موقعیت فرانسه را به عنوان یکی از قدرت‌های غالب قاره اروپا تثبیت کرد. در این دوره حوزه نفوذ فرانسه از طریق اتحادهای متعدد با سایر کشورها و انتصاب دوستان و اعضای خانواده ناپلئون به رهبری دیگر کشورهای تصرف شده توسط فرانسه، گسترش یافت. تاکتیک‌های او باعث پیروزی‌های بسیاری برای ارتش فرانسه در برابر ارتش‌هایی شد که حتی در بعضی موارد از لحاظ تعداد بر ارتش فرانسه برتری داشتند. ناپلئون تأثیر پررنگی بر دنیای مدرن گذاشت و اصلاحات لیبرالی را در سرزمین‌هایی که فتح کرد به اجرا گذاشت. او بسیاری از سیاست‌های لیبرالی را در فرانسه و اروپای غربی پیاده‌سازی کرد. ناپلئون همچنین در سال ۱۸۰۳ سرزمین‌های لوئیزیانا را به ایالات متحده فروخت که باعث دو برابر شدن گسترهٔ ایالات متحده شد. نقش او در انقلاب هائیتی و تصمیم برای بازگرداندن برده‌داری در مستعمرات خارج از فرانسه بحث‌برانگیز است و بر اعتبار او اثر می‌گذارد.

## سال‌های ابتدایی و تحصیلات

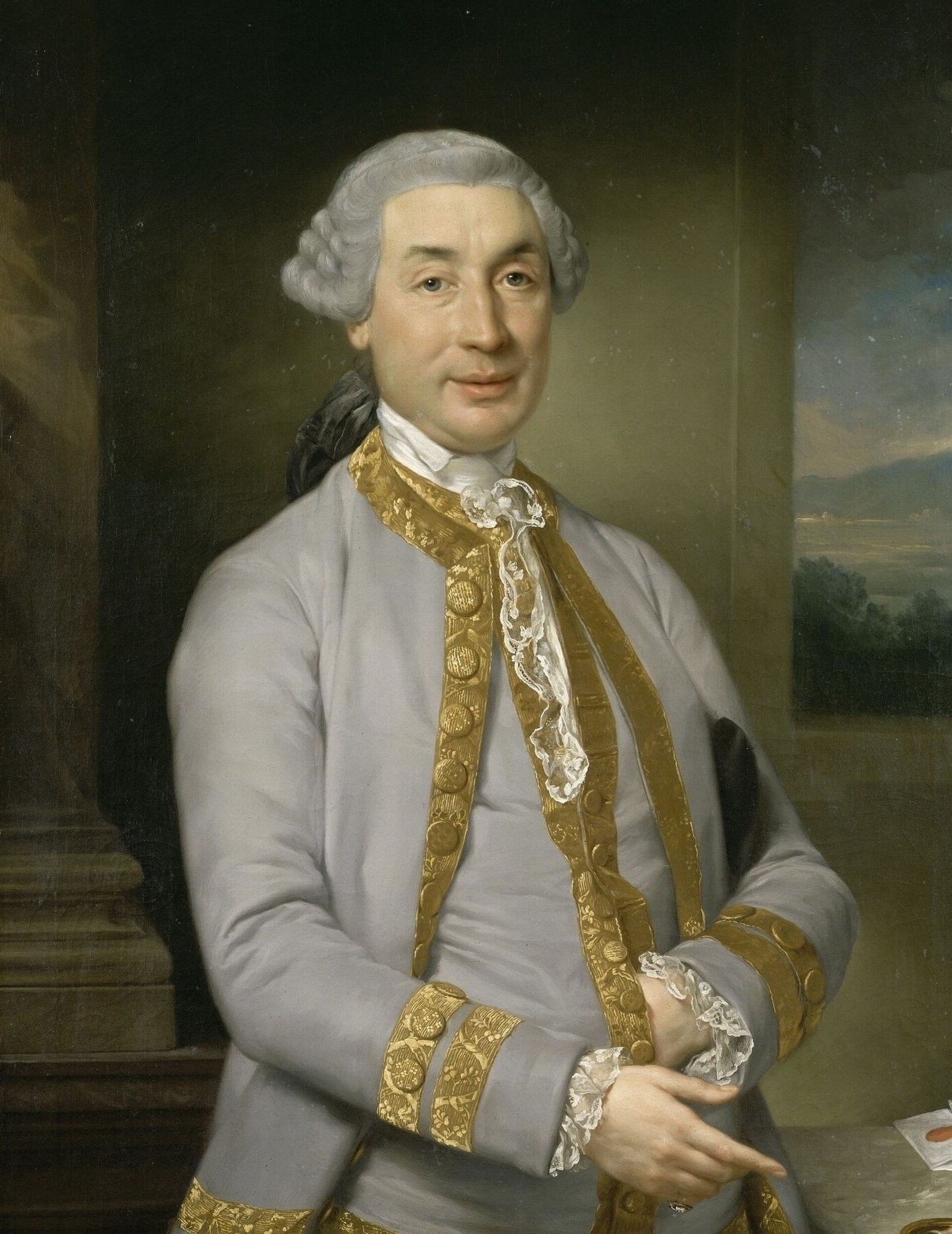
پدر ناپلئون

تولد وی یک سال بعد از آن اتفاق افتاد که جزیره کرس توسط فرانسه از کنترل جمهوری جنوا خارج شده بود. او که در خانواده‌ای پرجمعیت به دنیا آمده بود، یک برادر بزرگتر به نام جوزف، برادرانی کوچکتر به نام‌های لوسین، لویی و جروم و همچنین خواهرانی کوچکتر به نام‌های الیزا، پاولین و کارولین داشت. خانواده او اصالتاً از نجیب‌زادگان نه چندان بلندپایه ایتالیایی بودند که در قرن شانزدهم به جزیره کرس آمده بودند.
پدر او کارلو در سال ۱۷۷۷ به عنوان نماینده کرس در دربار لوئی شانزدهم منصوب شد.
تربیت سخت‌گیرانه مادر ناپلئون تأثیر عمده‌ای بر شخصیت او در سال‌های کودکی داشت. او اندکی قبل از تولد دو سالگی در کلیسای جامع آژاکسیو به عنوان کاتولیک تعمید داده شد. به دلیل موقعیت و روابط مناسب خانواده بناپارت، وی نسبت به ساکنان کرس در آن زمان از موقعیت‌های تحصیلی بهتری برخوردار بود.
ناپلئون در ابتدای سال ۱۷۷۹ برای یادگیری زبان فرانسوی به یک مدرسه مذهبی در فرانسه رفت و چند ماه بعد در یک مدرسهٔ نظامی در فرانسه پذیرفته شد. وی زبان فرانسوی را با لهجهٔ کرسی قابل توجهی صحبت می‌کرد و هرگز قادر به هجی صحیح کلمات فرانسوی نشد، به همین دلیل در طول تحصیل بارها توسط دیگر دانش آموزان مورد استهزا واقع می‌شد. پس از اتمام تحصیل در آن مدرسه در سال ۱۷۸۴ در مدرسه نظامی معتبر پاریس پذیرفته شد. او در این مدرسه تحصیلات خود را در آموزش توپخانه ادامه داد. پس از فوت پدرش و کاهش درآمد وی، دروس مربوط به دو سال را در یک سال به اتمام رساند. ممتحن وی در این مدرسه دانشمند معروف لاپلاس بود که بعدها توسط ناپلئون به عضویت مجلس سنا درآمد.

## اوج‌گیری
پس از فارغ‌التحصیلی در سال ۱۷۸۵ با درجه ستوان دوم توپخانه به ارتش پیوست. پس از انقلاب فرانسه در سال ۱۷۸۹ به مدت دو سال از خدمت نظامی کناره‌گیری کرد و اوقات خود را در پاریس و کرس سپری کرد. او در این زمان به شدت طرفدار تحرکات ملی گرایانه در کرس بود به‌طوری‌که در نامه‌ای مربوط به ماه مه سال ۱۷۸۹ به پاسکوآل پاولی از رهبران جامعه کورسیکا به شدت از فرانسویان و تصرف کرس توسط آنان انتقاد و بدگویی کرد. او سال‌های ابتدایی بعد از انقلاب را در کرس و در کشمکش با انقلابیون، سلطنت‌طلبان و ملی‌گرایان کرس سپری کرد. بناپارت پشتیبان مستقیم ژاکوبن‌ها بود و فرماندهی دسته‌ای از شبه‌نظامیان کرس را برعهده داشت. او در سال ۱۷۹۲ توانست مقامات ارتش فرانسه را راضی کند که وی را مجدداً به خدمت در ارتش بپذیرند. در این سال ائتلافی از قدرت‌های اروپایی علیه جمهوری فرانسه تشکیل شد و دوطرف بر سر مناطقی که امروزه در کشور ایتالیا واقع شده‌اند وارد جنگ شدند.

### محاصره تولون (۱۷۹۳)

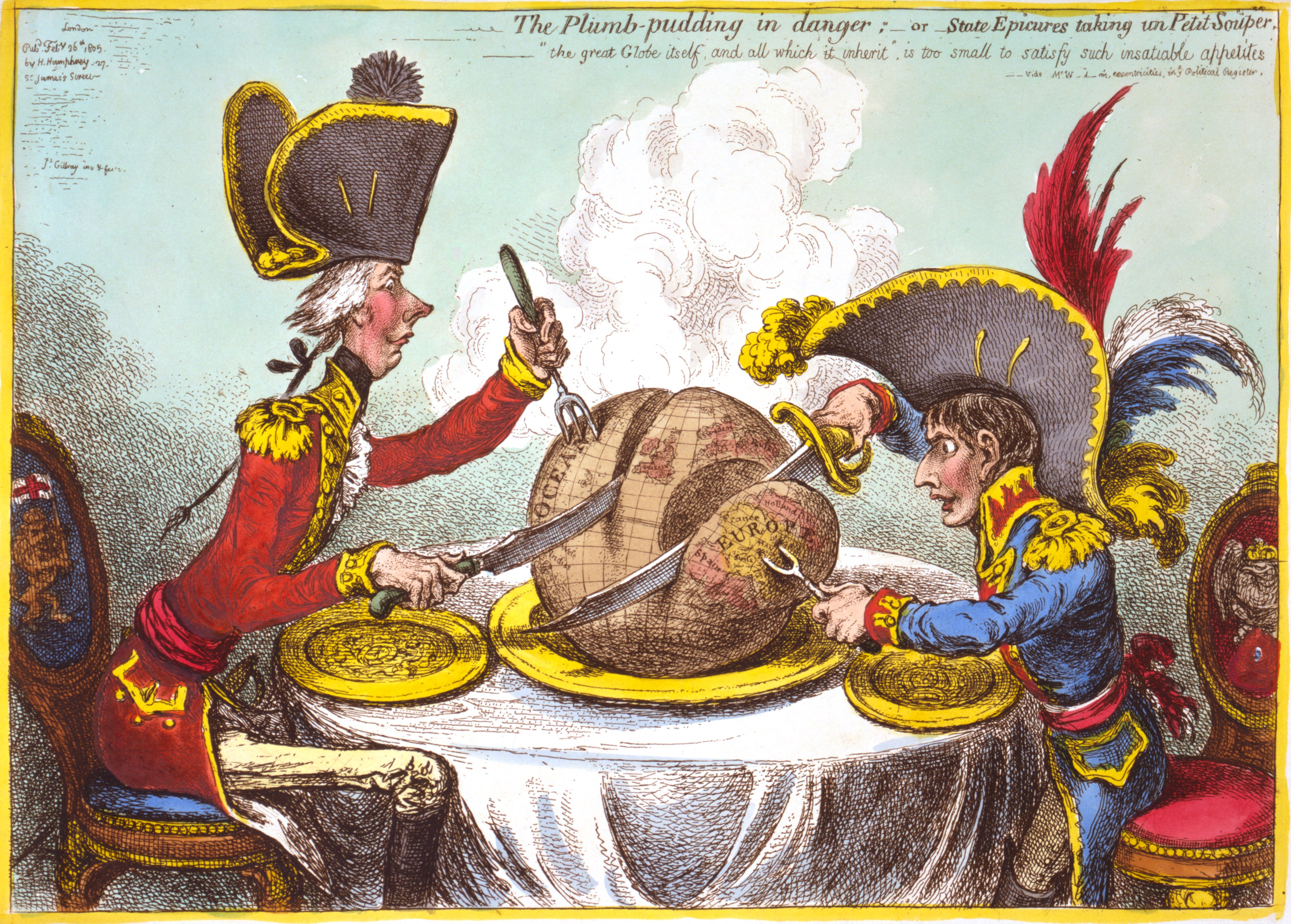
کاریکاتور ناپلئون بناپارت (راست) و ویلیام پیت جوان‌تر (چپ) - کاریکاتوریست قصد دارد نشان دهد که جنگ‌های ناپلئونی صوری هستند. پیتر لباس نظامی انگلیس را پوشیده و با همکاری بناپارت درحال جهان‌خواری است.

در سال ۱۷۹۳ در شهر تولون در جنوب فرانسه یک شورش ضدانقلابی برپا شد و این شهر به اشغال سلطنت طلبان و نیروهای انگلیسی درآمد. ارتش انقلابی فرانسه، تولون را از راه خشکی محاصره کرد. محاصره به کُندی و بی‌نتیجه پیش می‌رفت تا اینکه بناپارت به معاونت فرماندهی توپخانه منصوب شد. او پس از استقرار توپ‌های خود به آرایشی که از مدت‌ها پیش در نظر داشت و پس از یک گلوله‌باران شدید تپهٔ اگیت راکه بر خلیج مشرف بود به تصرف درآورد و از روی آن آتش توپخانه را به روی کشتی‌های انگلیسی گشود. این اقدام موجب فرار کشتی‌ها شد. دو روز بعد در هفدهم دسامبر جمهوری خواهان به استحکامات شهر حمله برده و به عقب رانده شدند اما بناپارت با یک ستون ذخیره به کمک شتافت و در جریان این حمله مجروح شد. این اقدام موجب پیروزی جمهوری خواهان شد و در پی آن شهر به تصرف آن‌ها درآمد. این پیروزی موجب ارتقاء درجهٔ بناپارت شد.

### سیزدهم واندیمیر (۱۷۹۵)
بعد از سقوط برادران روبسپیر، ناپلئون هم به دلیل ارتباط با آن دو تحت بازداشت خانگی قرار گرفت اما در ظرف دو هفته مجدداً آزاد شد. در سوم اکتبر سلطنت طلبان در پاریس شورش کردند و به سمت مواضع مجمع ملی فرانسه در حال پیشروی بودند. در این زمان مسئولیت محافظت از مجمع به ناپلئون سپرده شد و او با استفاده از تجربیات خود برای این منظور از توپخانه استفاده کرد. در پنجم اکتبر که معادل سیزدهم واندیمیر بود با استفاده از توپ‌های سنگین نیروهای سلطنت طلب را به شدت سرکوب کرد. در جریان این سرکوب هزار و چهارصد نفر از سلطنت طلبان کشته شدند و مابقی مجبور به عقب‌نشینی گشتند. موفقیت در این سرکوب برای ناپلئون شهرت و ثروت زیادی به ارمغان آورد.

### اولین لشکرکشی به ایتالیا (۱۷۹۷–۱۷۹۶)

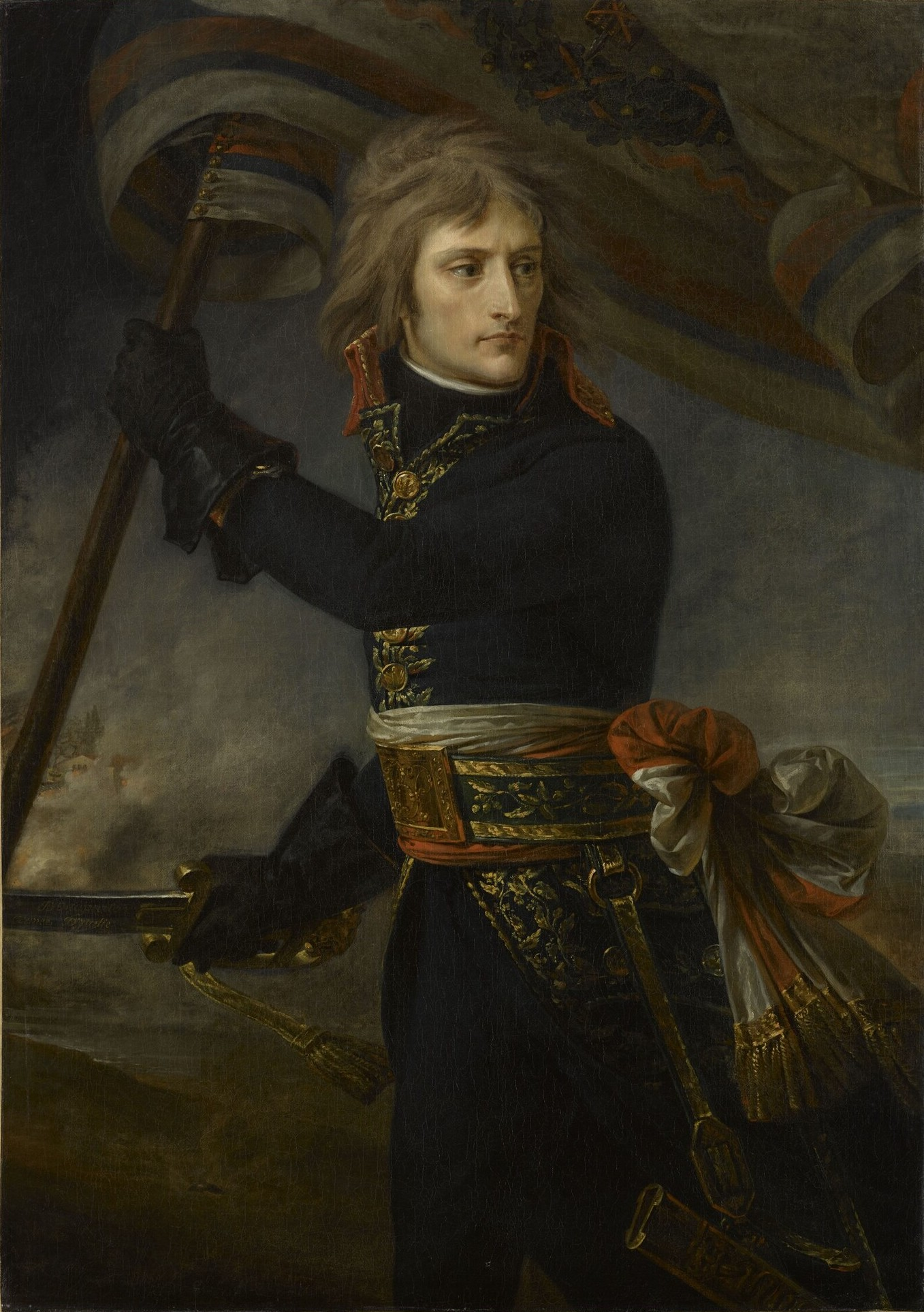
ناپلئون بناپارت در نبرد ارکول

در سال ۱۷۹۶ اتریش با سوءاستفاده از ضعف نظامی فرانسه، به آلمان و شمال ایتالیا حمله کرد و مناطقی را از دست فرانسه خارج کرد که موجب عصبانیت شدید مردم فرانسه شد. ناپلئون که بعد از سرکوب سیزدهم واندیمیر به مقام فرماندهی نیروهای ارتش فرانسه در ایتالیا رسیده بود، دو روز بعد از ازدواج با ژوزفین بوهارنه پاریس را برای در اختیار گرفتن ارتش ایتالیا ترک کرد. ابتدا در نبرد لودی نیروهای اتریشی را شکست داد و آن‌ها را از لمباردی بیرون راند، در نبرد کالدیرو شکست خورد ولی مجدداً در نبرد آرکول پیروز شد و به سمت جنوب ایتالیا و سرزمین تحت حکومت پاپ پیشروی کرد. تا پایان سال ۱۷۹۶ شمال ایتالیا و قسمتی از خاک اتریش را تصرف کرد. در ماه مارس ۱۷۹۷ مجدداً نیروهایش را به سمت اتریش راند و اتریش را وادار به امضای پیمان صلح کرد. طبق این پیمان بخش‌های بزرگی از شمال و جنوب ایتالیا به فرانسه داده شد، اما طبق یک بند محرمانه جمهوری ونیز به اتریش می‌رسید. سپس ونیز را فتح کرد و ضمن غارت گنجینه‌های آن، به ۱۱۰۰ سال استقلال ونیز خاتمه داد.
در طول این لشکرکشی، نفوذ ناپلئون در سیاست فرانسه نیز افزایش چشمگیری پیدا کرد. وی در کودتای چهارم سپتامبر، قدرت سیاسی را به جمهوریخواهان حامی خود سپرد که با این عمل آنان را بیش از پیش به خود وابسته کرد.

### لشکر کشی به مصر (۱۸۰۱–۱۷۹۸)

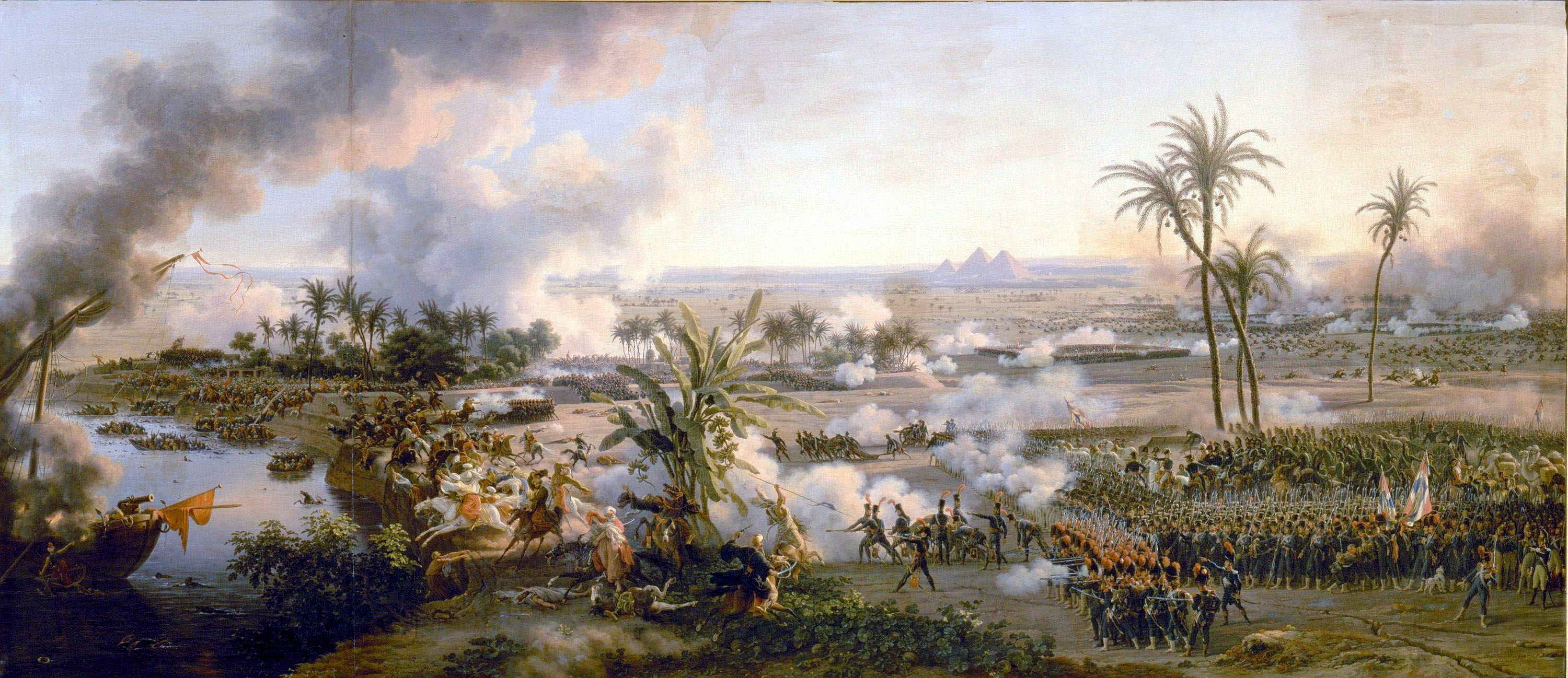
جنگ اهرام

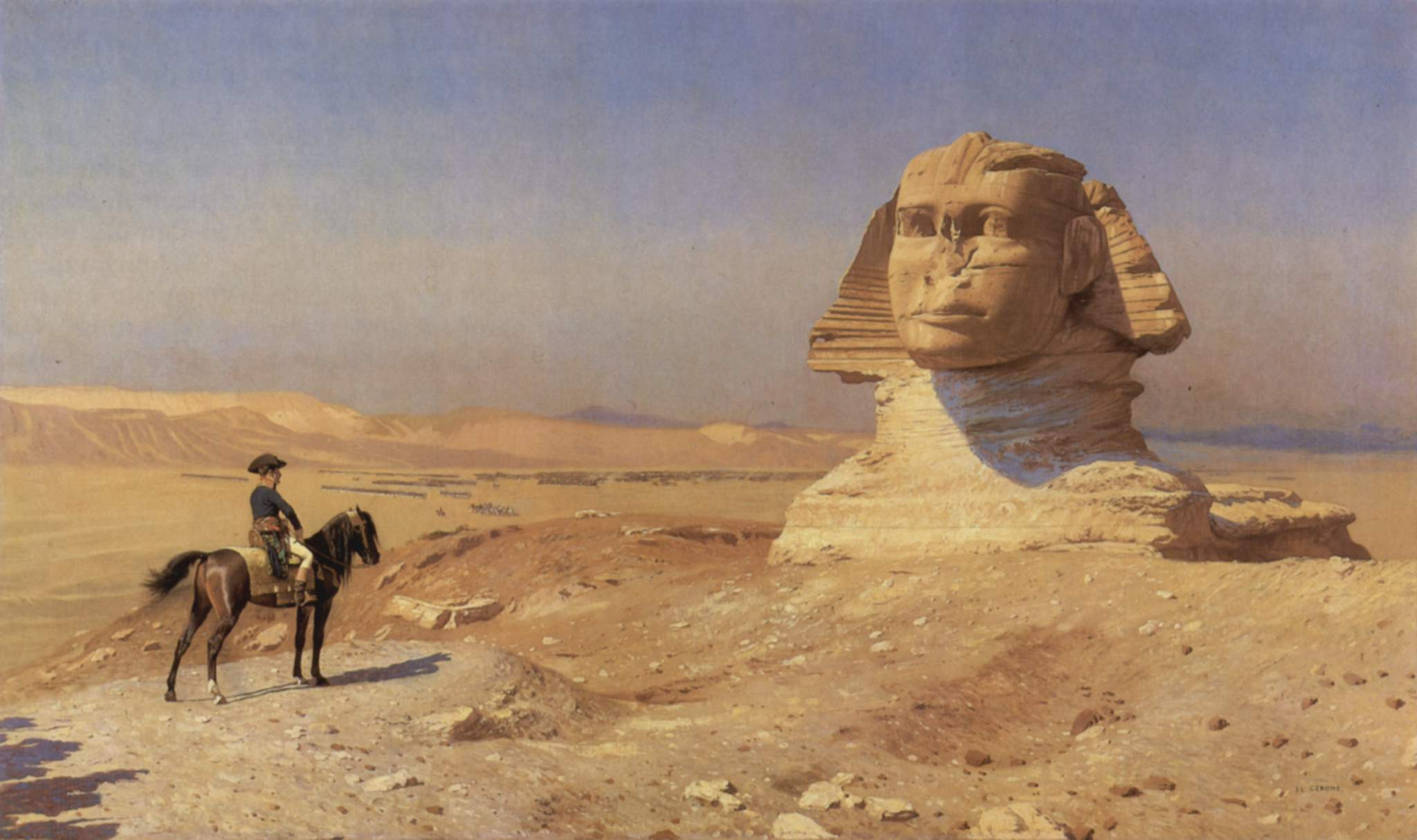
ابوالهول چشم در چشم ناپلئون، نام اثری است از ژان-لئون ژروم از لشکر کشی امپراتوری فرانسه به مصر، به سال ۱۸۸۶ میلادی. این اثر اکنون در قصر هرست در کالیفرنیا نگهداری می‌شود.

بعد از بررسی اوضاع نظامی، ناپلئون به این نتیجه رسید که نیروی دریایی فرانسه از توانایی مقابله با نیروی دریایی بریتانیا در کانال مانش برخوردار نیست. به همین دلیل تصمیم گرفت از طریق تصرف مصر و حضور در خاورمیانه، به منافع اقتصادی بریتانیا در هند ضربه بزند.
در ماه مه ۱۷۹۸ ناپلئون به عضویت فرهنگستان علوم فرانسه درآمد و سپس به سوی مصر رهسپار شد. در بین نیروهایی که او را در مصر همراهی می‌کردند هیأتی متشکل از ۱۶۷ دانشمند متخصص در ریاضی، طبیعیات، شیمی و ژئودزی نیز به چشم می‌خورد که در مصر به فعالیت اکتشافی پرداختند و از جمله کشفیات این هیئت می‌توان از سنگ رشید نام برد.

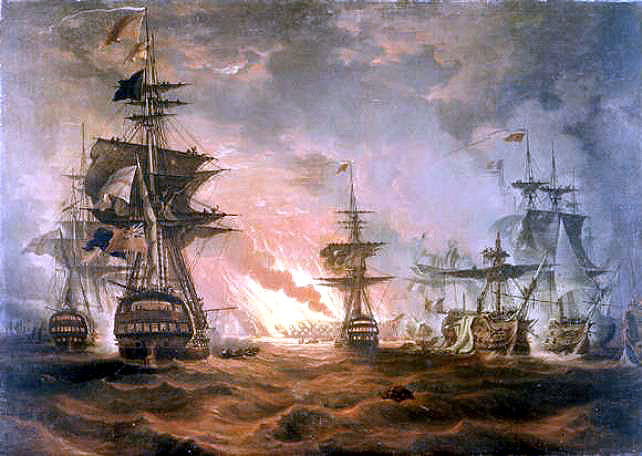
جنگ نیل توسط توماس لونی

در مسیر مصر ابتدا به مالت رفت که دراختیار شوالیه‌های سنت جان قرار داشت و آنجا را تصرف کرد. به دلیل اصلیت فرانسوی ۲۰۰ شوالیه این گروه و نارضایتی آنان از فرمانده آلمانی خود، مقاومت چندانی در برابر حمله ناپلئون صورت نگرفت به‌طوری‌که تلفات ارتش وی در این نبرد تنها سه نفر بود.
ناپلئون و ارتش وی از تعقیب نیروهای بریتانیایی در امان ماندند و نهایتاً در اول ژوئیه به اسکندریه رسیدند. در ۲۱ ژوئیه نبرد اهرام بین فرانسویان از یک طرف و ممالیک مصر و نیروهای امپراتوری عثمانی از طرف دیگر درگرفت که با پیروزی فرانسویان خاتمه یافت. اما در اول ماه اوت همان سال نیروی دریایی بریتانیا موفق شد در نبرد نیل به فرماندهی هوریشیو نلسون ضربه سنگینی به ناوگان فرانسه وارد کند، به‌طوری‌که به غیر از دو کشتی مابقی این ناوگان غرق یا تصرف شد. این شکست رؤیای ناپلئون برای حضور قدرتمند در مصر را به چالش کشید. بعداً در اوایل سال ۱۷۹۹ ناپلئون نیروهای خود را به سمت دمشق راند و با ۱۳۰۰۰ سرباز تحت امر خود موفق به تصرف شهرهای بندری عریش، غزه، یافا و حیفا شد. در این میان تصرف یافا بسیار بیرحمانه بود به‌طوری‌که برای صرفه‌جویی در مصرف مهمات ۱۴۰۰ اسیر با سرنیزه به قتل رسیدند یا غرق شدند و کشتار و غارت در این شهر تا سه روز ادامه داشت.
به دلیل تلفاتی که در اثر بیماری به لشکر ناپلئون وارد شده بود، موفق به تصرف عکا نشد و در ماه مه به مصر عقب‌نشینی کرد. جهت عقب‌نشینی سریع‌تر، در راه بازگشت به مصر به دستور او به سربازان بیمار زهر داده شد. هرچند گروهی بر این باورند که این اقدام برای جلوگیری از شکنجه نیروهای بیمار و جامانده فرانسوی توسط نیروهای عثمانی انجام گرفته‌است. در هنگام حضور مجدد در مصر در ۲۴ ژوئیه، حمله آبی خاکی عثمانی را در ابوقیر با شکست روبرو کرد.

## حکومت فرانسه

تاج‌گذاری ناپلئون

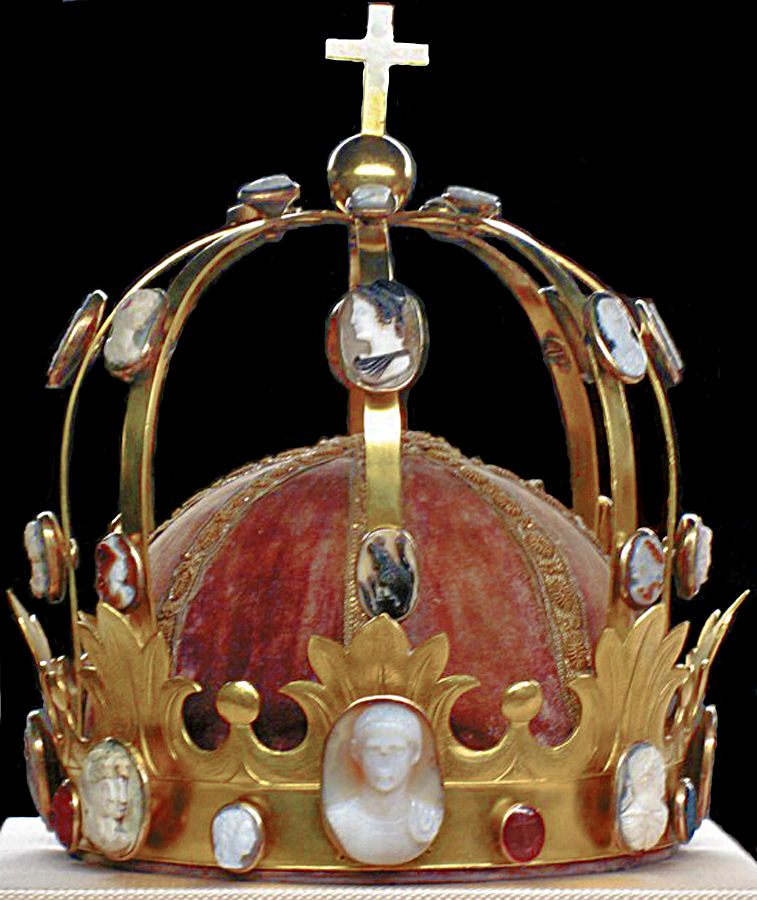
تاج سلطنتی ناپلئون یکم امپراتور فرانسه

ناپلئون در طول لشکرکشی به مصر از طریق روزنامه‌ها و پیغام‌های جسته گریخته‌ای که به او می‌رسید در جریان اوضاع داخلی فرانسه و اروپا قرار می‌گرفت و به این ترتیب از شکست فرانسه در جنگ ائتلاف دوم خبردار شد. وی در ۲۴ اوت ۱۷۹۹ از غیبت موقت کشتی‌های انگلیسی در سواحل فرانسه استفاده کرد و بدون آن که دستوری در این مورد داشته باشد، به فرانسه بازگشت و فرماندهی نیروها در مصر را به ژنرال کلیبر (به فرانسوی: Jean-Baptiste Kléber) سپرد.
در عین حال دستوری از طرف دیرکتوار برای ناپلئون ارسال شده بود که طبق آن او باید به همراه سپاهش به فرانسه بازگردد و حمله نظامی احتمالی به خاک فرانسه را دفع کند؛ ولی به علت ضعیف بودن خطوط ارتباطی این پیام به ژنرال فرانسوی نرسید. سرانجام او در اکتبر به پاریس رسید. در این شرایط باوجود ترک میدان نبرد توسط ناپلئون، دیرکتوار ضعیف‌تر از آن بود که بتواند وی را مؤاخذه کند.
در ۱۹ نوامبر (۱۸ برومر) همان سال با همدستی بعضی از اعضای دیرکتوار و برادرش لوسین، طی یک کودتا دیرکتوار را منحل کرد. بعد از این کودتا، با تصویب قانون اساسی جدید قدرت به کنسول‌های فرانسه رسید که شورایی سه نفره بود. عملاً در این شورا ناپلئون به عنوان کنسول اول قدرت را در اختیار داشت.

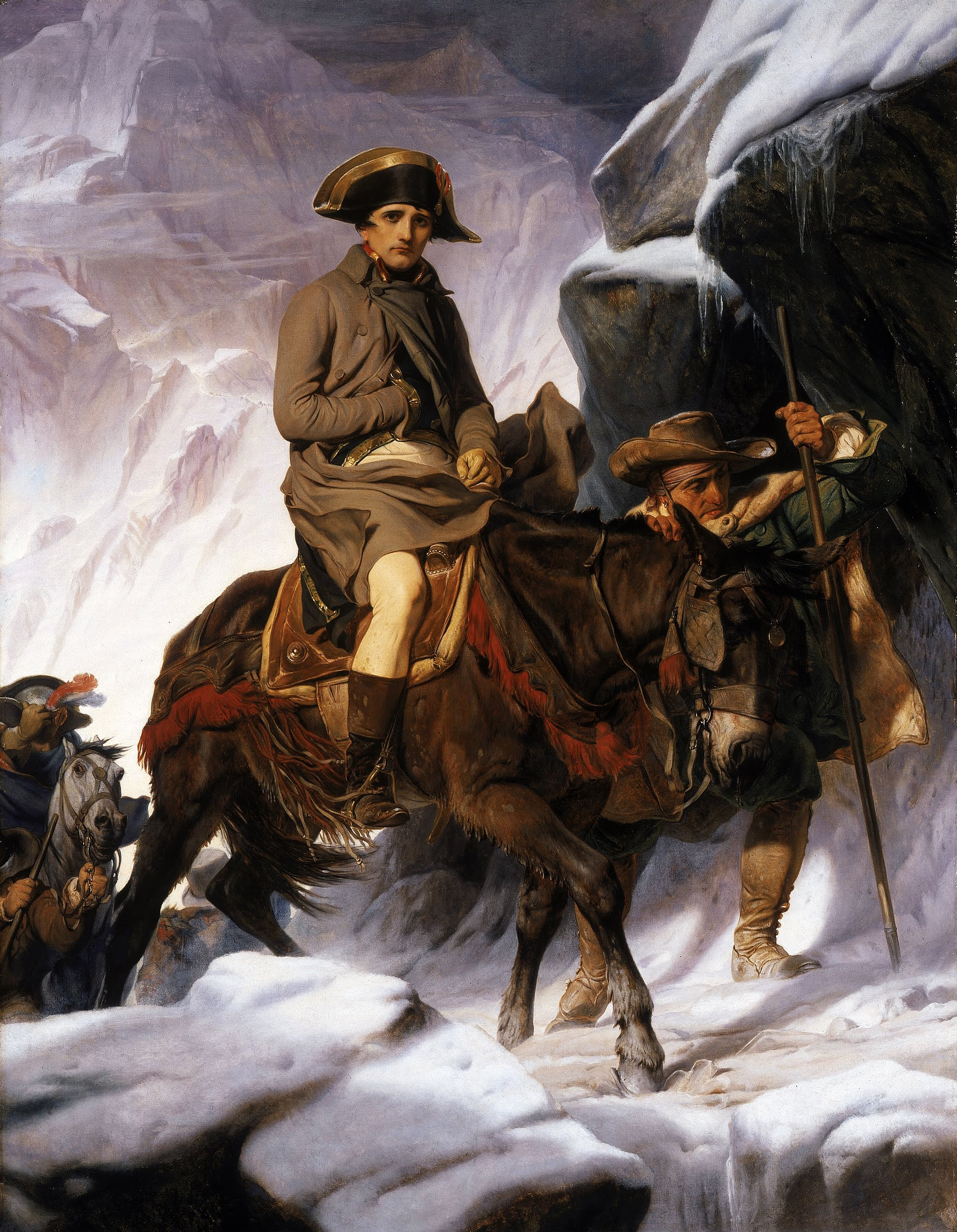
ناپلئون بناپارت در حال عبور از گردنه آلپ

در سال ۱۸۰۰ ناپلئون با عبور از آلپ اقدام به لشکرکشی مجدد به ایتالیا کرد. در این حمله سرزمین‌هایی که در مدت حضور وی در مصر توسط اتریش تصرف شده بود را مجدداً تصرف کرد. او با کمک برادرش ژوزف که رهبری مذاکرات صلح را برعهده داشت، قرارداد صلح لونویل را به اتریش تحمیل کرد.
ناپلئون در سال ۱۸۰۲ قانون برده‌داری را که بعد از انقلاب فرانسه ممنوع شده بود، دوباره در مستعمرات فرانسه برقرار کرد. این اقدام وی باعث شورش در هائیتی شد. نیروهای فرانسوی در سرکوب این شورش با مقاومت شدیدی روبرو شد و همچنین به علت ابتلا به تب زرد موفقیتی کسب نکرد.
بعد از صلح با اتریش، با انعقاد پیمان آمیان بین انگلیس و فرانسه، دوره صلح کوتاهی از ۱۸۰۲ تا ۱۸۰۳ در اروپا ایجاد شد. از جمله تعهدات این پیمان صلح عقب‌نشینی نیروهای انگلیس از مستعمرات جدید آن کشور بود. اما صلح بین فرانسه و انگلیس عمر طولانی نداشت. رژیم سلطنتی بریتانیا نگران تأثیر تفکرات و ایده‌های انقلابی بر روی رژیم سلطنتی انگلیس بود. انگلیس به دخالت فرانسه در ایجاد اتحاد جدید در سوئیس و تصرف پیمونت توسط فرانسه اعتراض داشت، هرچند که این دو کشور از جمله مناطق مورد توافق در پیمان صلح نبودند. همچنین انگلیس برخلاف تعهدات پیمان صلح، مالتا را ترک نکرد و در نهایت در سال ۱۸۰۳ به فرانسه اعلام جنگ کرد.
از جمله اتفاقات مهم دیگر این دوران خرید لوئیزیانا بود. در این زمان با توجه به وضعیت مالی بد فرانسه و دشواری دفاع از مستعمرات فرانسه در آمریکای شمالی و همچنین خطر جنگ با انگلیس، ناپلئون تصمیم به فروش این مستعمرات به دولت ایالات متحده گرفت. در جریان این معامله، بیشتر از دو میلیون کیلومتر مربع از سرزمین‌های مورد ادعای فرانسه، در ازای مبلغ ۱۵ میلیون دلار به ایالات متحده واگذار شد.
در سال ۱۸۰۱ بناپارت به ریاست فرهنگستان علوم فرانسه رسید و ژوزف دالامبر را به عنوان دبیر دائم فرهنگستان منصوب کرد.
ناپلئون در ماه مه ۱۸۰۴ توسط سنا به عنوان امپراتور فرانسه شناخته شد و در دوم دسامبر همان سال در کلیسای نوتردام تاجگذاری کرد.

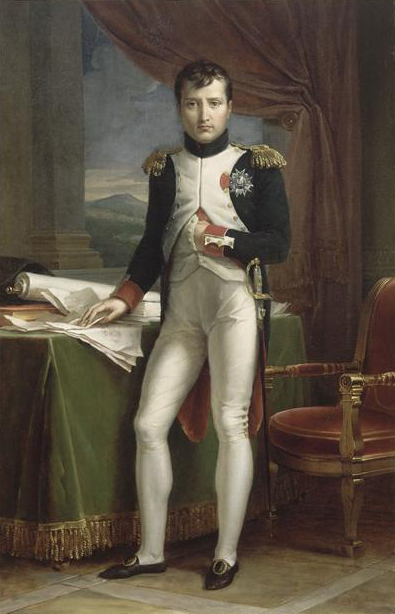
سال ۱۸۱۲ میلادی
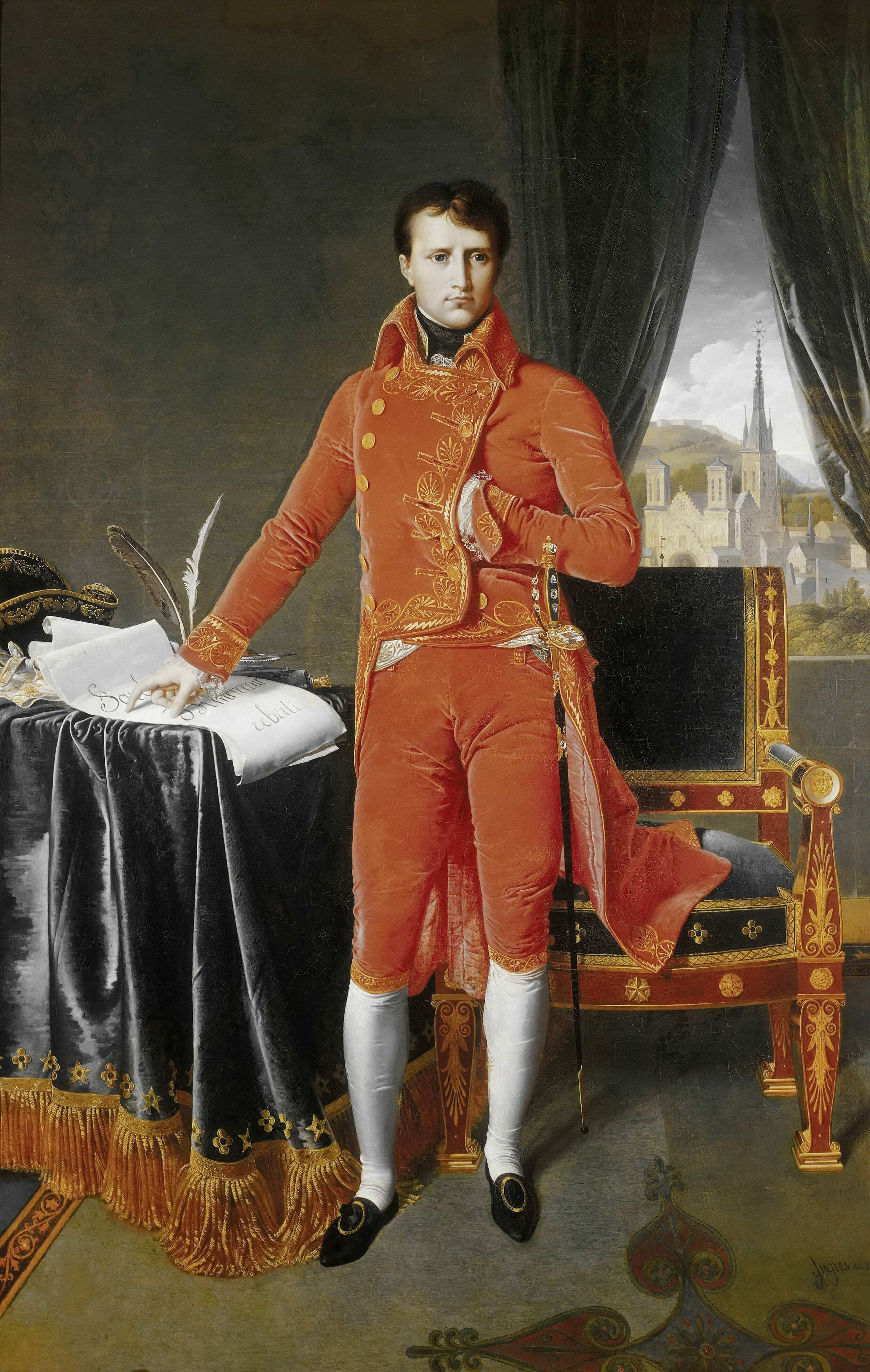
سال ۱۸۰۳ میلادی
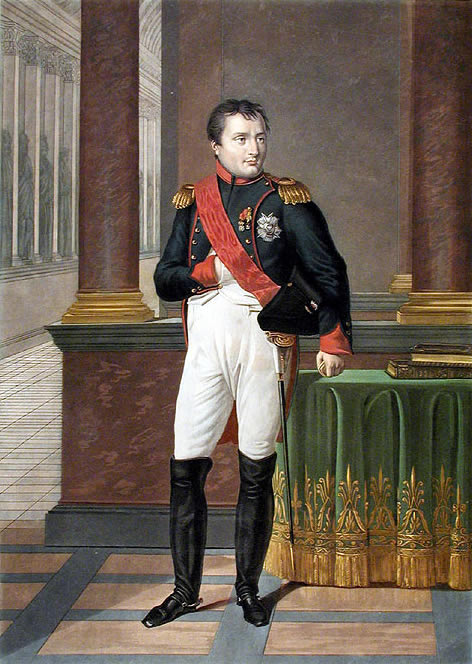
سال ۱۸۱۰ میلادی

## اقدامات ناپلئون
بناپارت اصلاحات ماندنی را بنا کرد، شامل: متمرکز کردن حکومت در وزارت‌خانه‌ها، تحصیلات عالیه، قانون مالیات، سیستم فاضلاب، سیستم راهداری و بانک مرکزی کشور. طی گفت‌وگویی که او با کاتولیک‌های کلیسا داشت، توانست با آن‌ها توافق‌نامه دوستانه‌ای را امضا کند. او با این کار می‌خواست جامعهٔ کاتولیک را با رژیم اش آشتی دهد و با آن‌ها طرح دوستی داشته باشد. قانون‌های حقوقی که بناپارت آن‌ها را بنا کرد که امروزه از آن به عنوان قانون ناپلئونی استفاده می‌شود مورد استفاده بسیاری از جامعه‌ها است همچون کشورهای اروپایی و آمریکای لاتین.
این قانون توسط کارشناسان ماهر و قانونی زیر نظر جین ژاکوس تهیه شده بود. بناپارت حضور فعالانه‌ای در جلسات شورای کشور داشت و کار آن‌ها تجدید نظر بر طرح‌های پیشنهادی بود. بناپارت همچنین دستور داد که مقررات جنایی و بازرگانی نیز به صورت قانون درآورده شود. در ۱۸۰۸ قوانین جنایی به صورت تصویب شده از طرف دولت منتشر شد که قابل اجرا بوده‌است.

## حمله به اروپا و وقایع بعد از آن

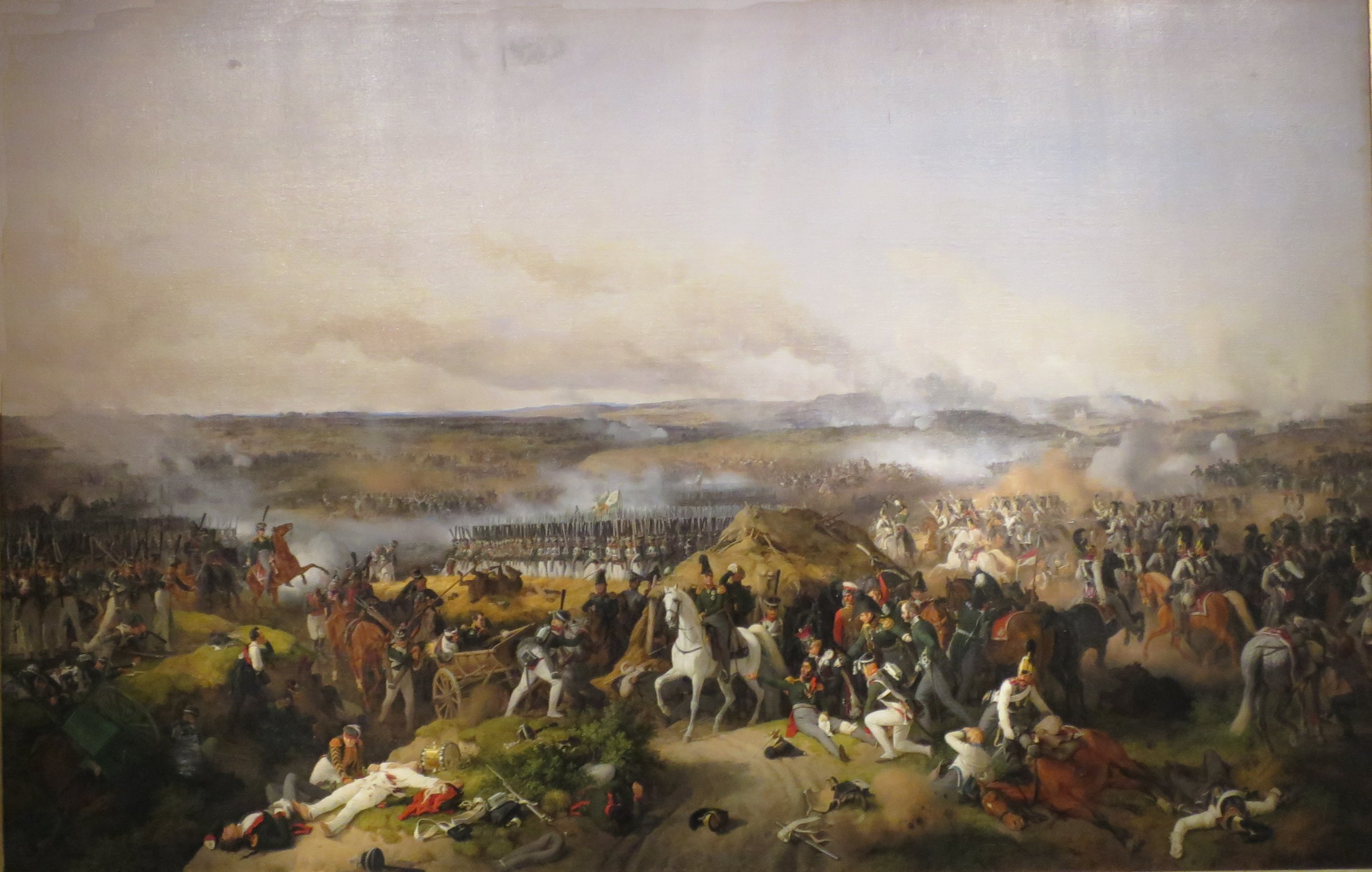
جنگ بورودینو، اثر پیتر ون هس

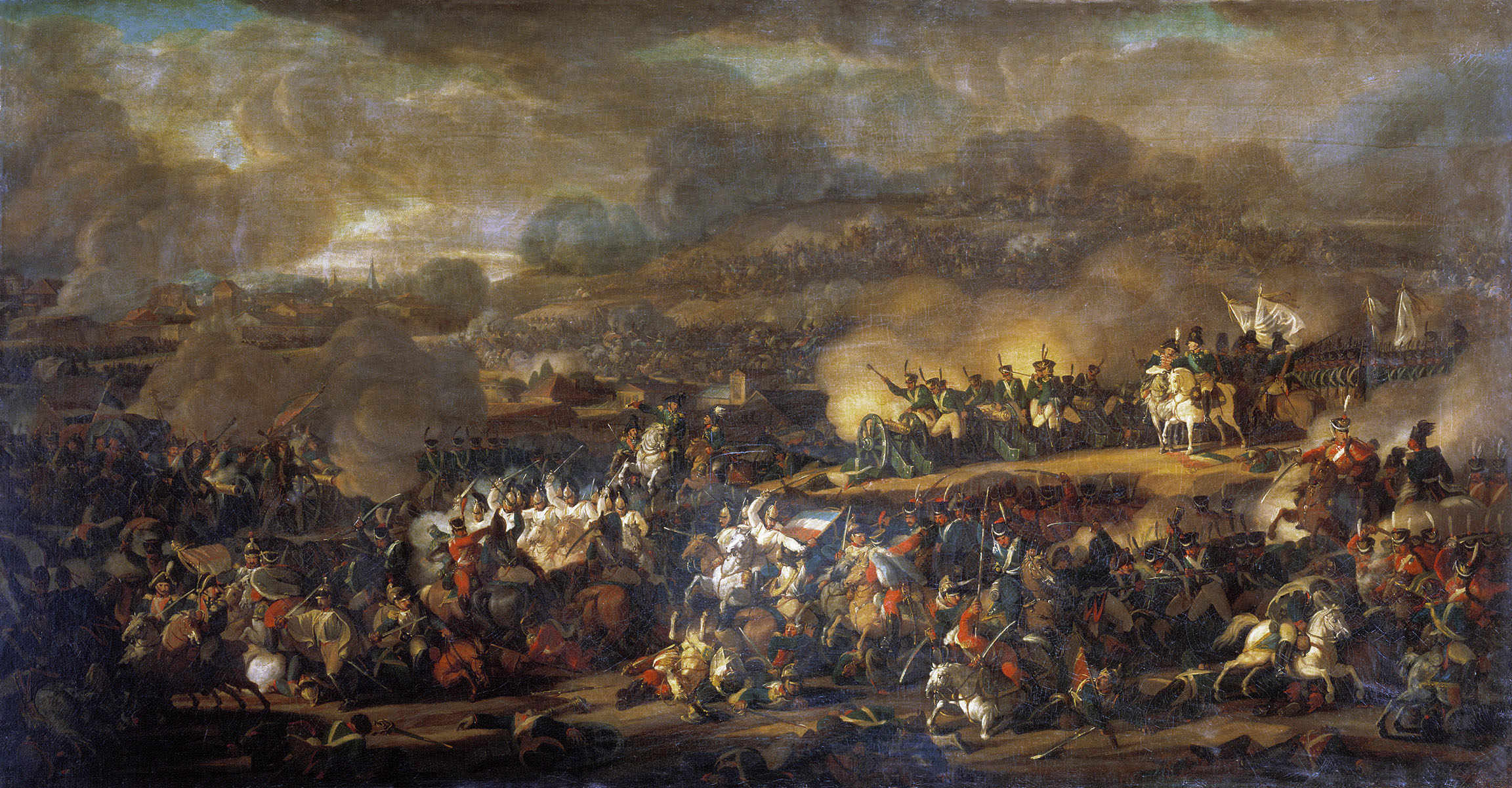
نبرد لایپزیگ، نقاشی توسط ولادیمیر موشکو، ۱۸۱۵)

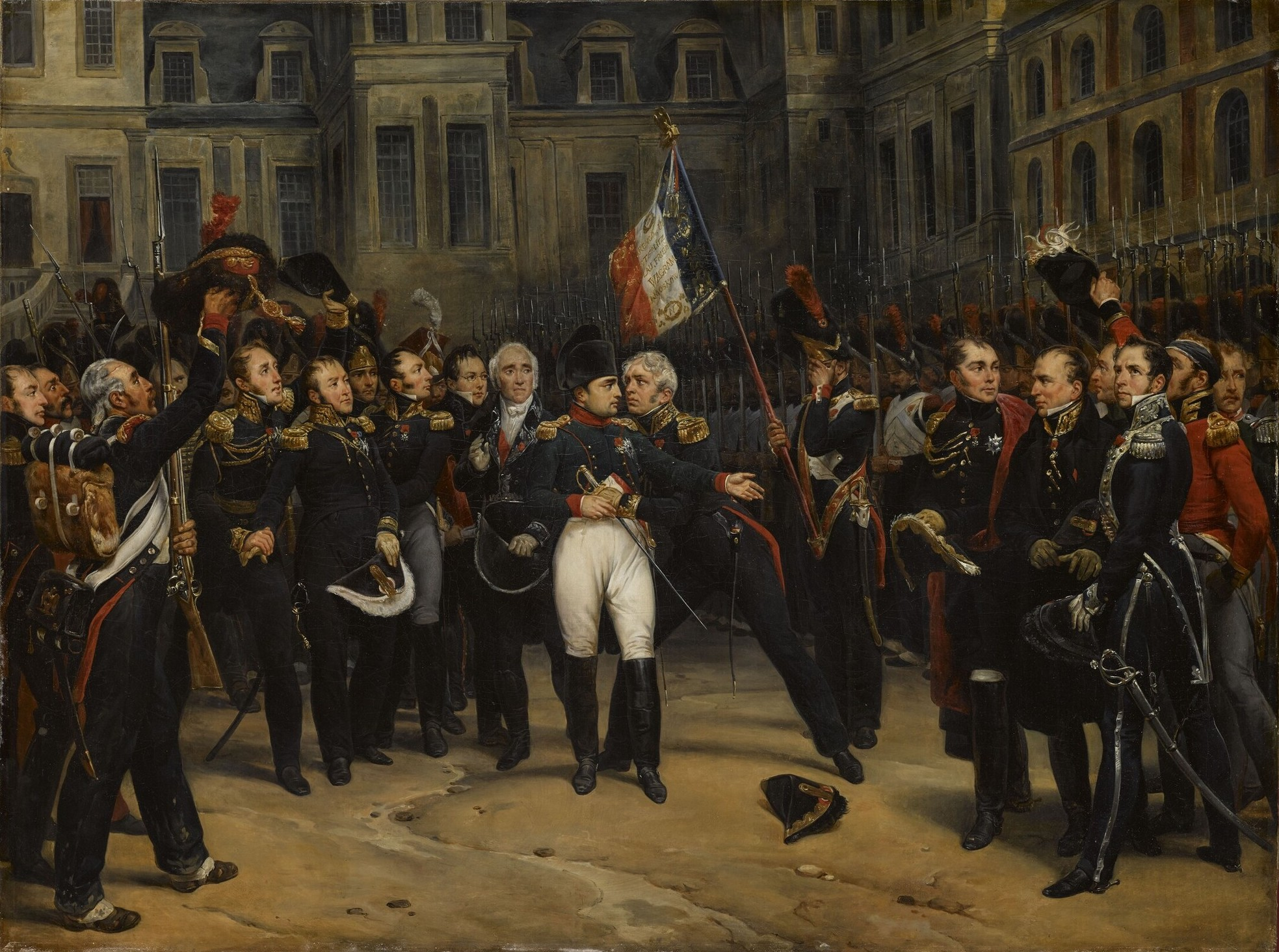
خداحافظی ناپلئون از گارد امپراتوری

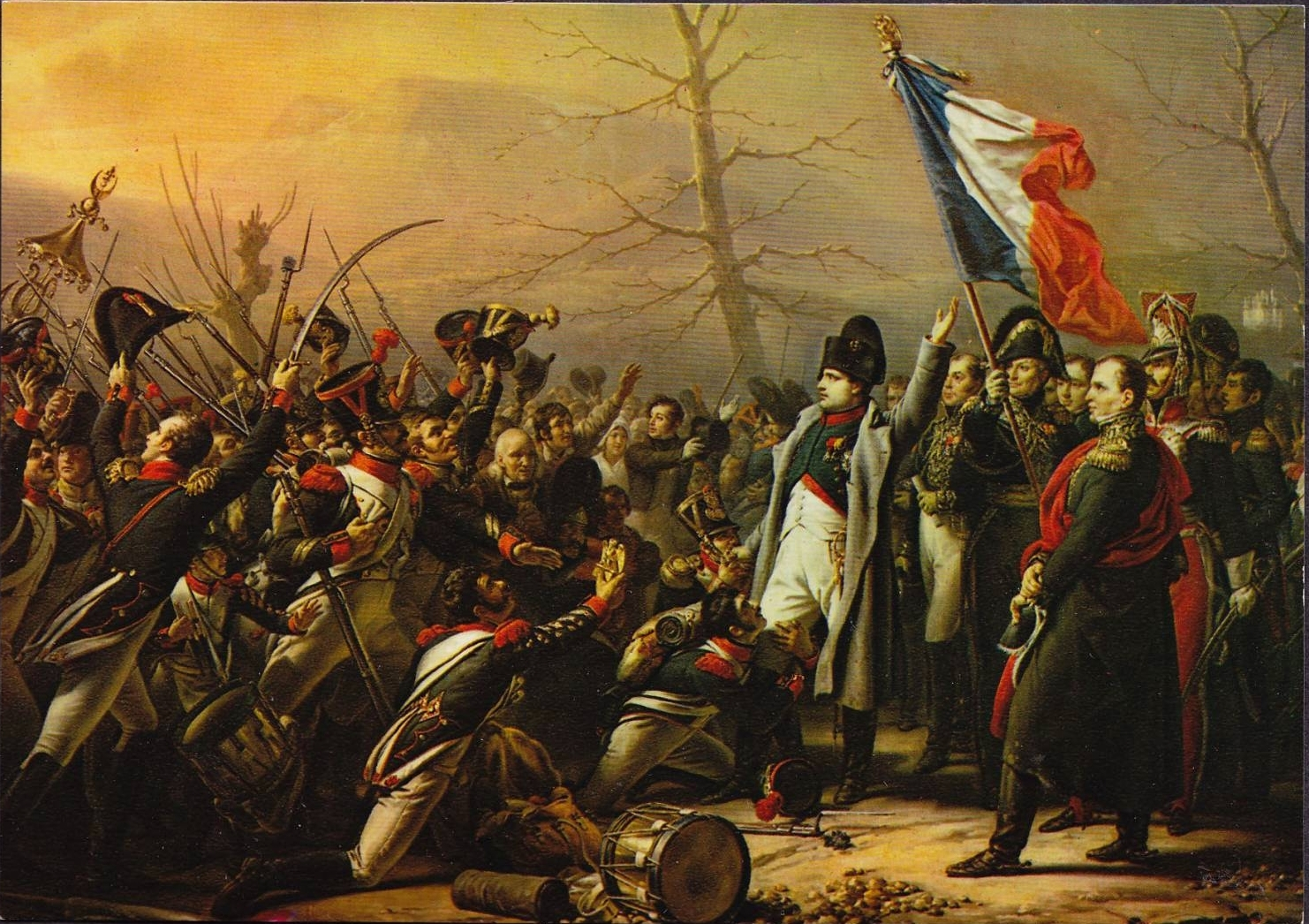
ناپلئون در بازگشت از تبعیدگاه البا، اثر کارل استنبن

در سال ۱۸۰۵ به اروپا اعلان جنگ داد و هلند، هلند اتریش (بلژیک امروزی) قسمتی از پروس، سوئیس و قسمتی از اتریش را ضمیمه خاک فرانسه کرد و همراه با نزدیک به پانصد هزار نفر به سمت روسیه شتافت و در جنگ بورودینو روسیه را شکست داد اما وقتی به مسکو رسید دید که روس‌ها آذوقه‌ها و شهر را سوزانده و فرار کرده‌اند امپراتور نتوانست زیاد در آنجا بماند زیرا آذوقه و وسایل گرمایی کمی وجود داشت او با خِفَت عقب‌نشینی کرد و سربازان قدیمی که در جنگ‌های بسیاری در رکاب او می‌جنگیدند مردند و از آن سپاه بزرگ تنها کمتر از چهل هزار نفر بازگشتند. در این زمان روسیه و اتریش و پادشاهی ایتالیا که حکومتی مستقل در جنوب ایتالیا بود و پروس و سوئد با هم متحد شده و ارتشی بالغ بر ۱ میلیون نفر را تشکیل داده و ناپلئون را در دشت لایپزیک در نزدیکی شهر برلین پایتخت پروس (آلمان قدیم) شکست دادند (از جنگ‌های مهم ناپلئون که در دشت لایپزیک و نزدیک آن‌ها انجام شد نبرد درسدن بود که در ایالت ساکسونی اتفاق افتاده بود که نبردی بین ناپلئون و روس‌ها، آلمان‌ها، اتریشی‌ها بود و فرمانده آلمان‌ها کارل ون بلوشر بود و با پیروزی ناپلئون همراه بود) و او را به جزیره البا واقع در جنوب فرانسه در نزدیکی جزیره کرس زادگاه ناپلئون تبعید کردند او پس از ۱۰ ماه در آنجا ماندن فرار کرد و به سوی پاریس حرکت کرد تا حکومت را دوباره پس بگیرد در راه آمدن به پاریس یکی ازِ ژنرال‌های سابقش که به خدمت دولت جدید درآمده بود سد راه او شد تا او را گرفته و به پاریس تحویل دهد یا بکشد فقط چند دقیقه مانده تا شروع جنگ فریادی به گوش رسید این فریاد بناپارت بود که گفت صبر کنید او جلوی سربازان سابقش آمد و پیراهنش را پاره کرد و گفت من امپراتور شما هستم آیا کسی هست که بخواهد امپراتورش را بکشد در همین زمان بود که خون سربازان به جوش آمد و اسلحه‌هایشان را انداخته و فریاد زنده باد امپراتور سر دادند او سپس حکومت را پس گرفت در این موقع کشورهای اروپایی پیامی دادند که متن آن اعلان جنگ بود شعار آن‌ها این بود ما با فرانسه جنگ نداریم بلکه با ناپلئون جنگ داریم تا او زنده‌است ما نمی‌توانیم با آسایش بخوابیم اما مردم و مقامات فرانسه از ته دل به امپراتور عشق می‌ورزیدند نه تنها او را تحویل ندادند بلکه از او حمایت کرده و منتظر بودند تا امپراتور به آن‌ها دستور بدهد، در این موقع بریتانیایی‌ها ارتشی بالغ بر ۸۰۰۰۰ نفر را به فرماندهی آرتور ولزلی که فرماندهی بسیار شجاع بود عازم شمال فرانسه در منطقه واترلو کردند و پروس‌ها هم به فرماندهی امپراتورشان گبهارد لبرشت فون بلوشر که تعداد آن‌ها حدوداً ۸۷۰۰۰ نفر بود به سمت بلژیک حرکت کردند تا با ارتش ولینگتون ادغام و با اتحاد ناپلئون را شکست بدهند در این زمان بناپارت ارتش فرانسه را که حدوداً ۱۲۰۰۰۰ هزار نفر بودند را به سمت بلژیک راند تا مانع از ادغام دو ارتش بریتانیا و پروس شود او موفق شد این کار را انجام دهد و در نبرد لیگنی در شهر لیگنی (Ligny) ارتش پروس را در هم شکست از آن ۸۷۰۰۰ هزار نفر فقط ۳۰۰۰۰ نفر باقی‌ماند (بقیه کشته، زخمی، و فرار کردند) ولینگتون که این خبر را شنید با ناامیدی در مناطق مرتفع موسوم به مون سن ژان (mount sainte jean) در کنار زمین‌های زراعی و خانه کشاورزان آنجا سنگر گرفت و از این رو انتخاب مکان جنگ را بر عهده خود گذاشت، ناپلئون که پروس را شکست داده بود و از پروس‌ها فقط ۳۰۰۰۰ نفر باقی‌مانده بودند گریخته و به طرف شمال رفتند ناپلئون یکی از ژنرال‌های خود را به نام گروشی (Grouchy) را برای تعقیب آن‌ها فرستاد و تأکید کرد تا نابود کردن آن‌ها از تعقیب دست نکشند و با خیال راحت به سمت واترلو رفت تا ولینگتون را شکست دهد اما شب قبل از جنگ باران شروع به باریدن گرفت و حرکت و شلیک توپ‌ها را با مشگل بزرگی روبه رو کرد زیرا باروت خیس کار نمی‌کند و خراب می‌شود.

## تعطیلی دادگاه تفتیش عقاید در اسپانیا
دادگاه تفتیش عقاید یا انگیزاسیون محکمه‌ای بود که از طرف کلیساهای اروپا از قرن دوازدهم میلادی در این قاره به وجود آمد و به تفتیش عقاید مردم و تعقیب متخلفان در مقررات مذهبی می‌پرداخت. این دادگاه که از طرف پاپ اداره می‌شد در قرن شانزدهم در تمام اروپا به جز پادشاهی انگلستان تسلط پیدا کرد، اما بعد از یک قرن رو به ضعف گذاشت. این بنگاه وحشتناک و هول انگیز، در بیدادگری و تعدی چنان گستاخ و گسترده بود که حتی به کردار و رفتار و توجه و پندار درونی و قلبی و وجدان مردم تهمت می‌زد و متهمان را فقط با همین تهمت‌ها، زنده زنده به کوره‌های آدم سوزی می‌سپرد. دوشیزه ژاندارک نوزده ساله، رهبر آزادی‌بخش و چهره ملی فرانسه در جنگ‌های صدساله در همین آتش اتهام واهی و بی‌اساس، زنده زنده سوزانیده شد. هم چنین گالیله منجم و ستاره‌شناس مشهور ایتالیایی، در ۲۲ ژوئن سال ۱۶۳۳ میلادی در این دادگاه محاکمه گردید. تنها در کشور اسپانیا در مدت ۳۵۰ سال، بیش از سی و چهار هزار نفر سوزانده و در حدود سیصد هزار نفر دیگر توسط این دادگاه به اعمال شاقه، زندان ابد و تبعید محکوم شدند. این دادگاه سر انجام پس از حدود ششصد سال فعالیت، در هفدهم ژانویه ۱۸۰۸ م به دستور ناپلئون بناپارت تعطیل شد.

## نبرد واترلو

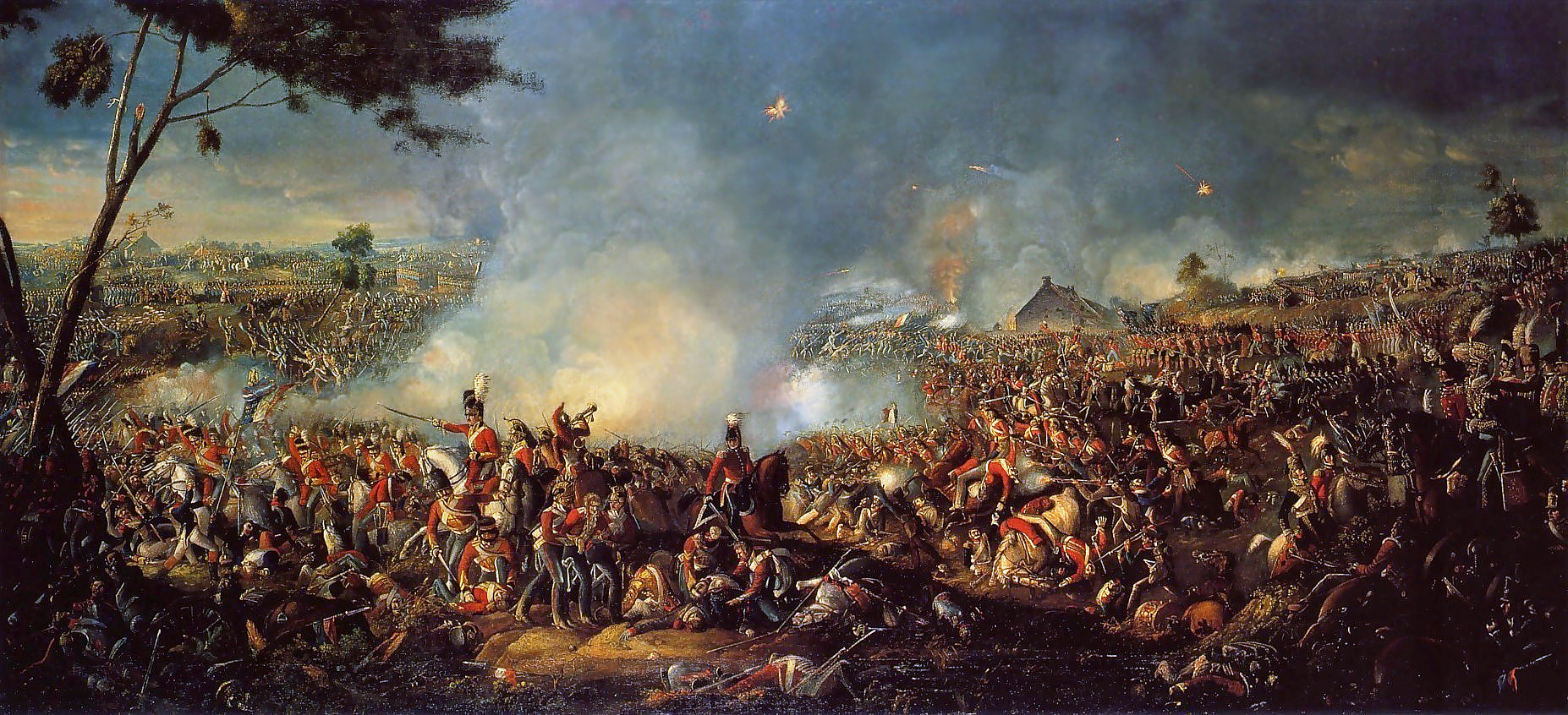
جنگ واترلو، ۱۸۱۵ اثر ویلیام سادلر

نقشه جنگ واترلو

ساعت ۱۱ ظهر ۱۸ ژوئن سال ۱۸۱۵ است دو ارتش بریتانیا و فرانسه در مقابل هم قرار گرفته‌اند سمت چپ میدان جنگ را چندین خانه کشاورزان وجود دارد که به آن هوگومونت می‌گویند (Hougoumont) که موضع مناسبی برای دفاع می‌باشد و بخشی از قوای انگلیس در آن سنگر گرفته‌اند. در قسمت مرکزی میدان جنگ چند ردیف بوته قرار دارد (lay hay saint) که بخشی از سربازان انگلیسی در پشت تکه چوب‌های تیزی که در زمین فرورفته‌اند و برای مانع شدن از حمله سواران فرانسوی تعبیه شده‌است سنگر گرفته‌اند سمت راست میدان چند خانه مخصوص کشاورزان وجود دارد (papelotte) که سربازان انگلیسی در آن نیستند و ناپلئون آن را بهترین موضع برای حمله می‌شمارد. با فریاد امپراتور جنگ شروع می‌شود مارشال نی دلیرترین فرمانده ناپلئون که فرمانده سواره نظام است شروع به حمله به مرکز سپاه دشمن که از انگلیسی‌ها و اسکاتلندی‌های خشن تشکیل شده بود می‌کند توپخانه جناح چپ ارتش بریتانیا را هدف می‌گیرد. نیم ساعت از جنگ می‌گذرد ساعت ۱۱:۳۰ هست ژنرال گروشی که در تعقیب بلوشر است صدای غرش توپ‌ها را از منطقه واترلو می‌شنود یکی از ژنرال‌ها به نام ژرار اصرار می‌کند که دست از تعقیب بلوشر برداشته و از میان دشت به سمت ناپلئون رفته و به کمک او بشتابند در همین زمان بلوشر ارتش باقی‌مانده پروس را به چندین قسمت تقسیم کرده و به واترلو می‌فرستد تا با کمک ولینگتون ناپلئون را شکست دهند یکی از این دسته‌ها در راه با گروشی برخورد کرده گروشی او را شکست داده و به استراحت می‌پردازد و می‌گوید فردا به ناپلئون خواهیم پیوست غافل از اینکه ارتش پروس در حال پیوستن به ولینگتون است و او در حال استراحت است. از آن سمت مارشال نی با دلیری بی‌همتایش قسمت مرکزی میدان جنگ که در دست بریتانیا بود را می‌گیرد (lay hay saint) و صف‌های انگلیسی را یکی بعد از دیگری می‌شکافد و فراری می‌دهد او با کمبود سواره نظام روبه رو شده از ناپلئون درخواست سواره نظام می‌کند ناپلئون نیز آخرین دسته‌های سواره نظام خود ملقب به میلو را به کمک او می‌فرستد دیگر چیزی به پیروزی نمانده آرتور ولزلی (دوک ولینگتون) سربازان را به زور تهدید در صف‌ها نگه داشته اکثریت در حال فرارند مارشال نی خیلی به ولینگتون نزدیک شده دیگر چیزی نمانده ناگهان… صدای فریاد چندین هزار نفر از سمت غرب منطقه واترلو به گوش رسید پروس‌ها بی‌محابا به فرانسویان حمله کردند انگلیسی‌ها از حالت دفاع به حمله روی آورده بخشی از ارتش پروس به سمت ناپلئون می‌روند ۲۵۰۰۰ هزار نفر از گارد محافظ با دیدن این صحنه سریعاً دور امپراتورشان آرایش مربعی گرفته و مانع از کشته شدن ناپلئون شدند ارتش فرانسه فلج شده و ترس و وحشت در میان سربازان فرانسوی موج می‌زند ارتش فرانسه درهم شکسته و همه می‌گریزند می‌گویند: فقط یک نفر باقی‌ماند و به جنگیدن ادامه داد و او مارشال نی بود انگلیسی‌ها او را گرفته و در دادگاه نظامی محاکمه کرده و او در دفاع از خودش فقط یک جمله گفت: «هر فردی وظیفه دارد برای کشورش بجنگد» و سپس او به اعدام محکوم شد ناپلئون نیز با وجود اصرارهای زیاد مردم مبنی برماندن در مقام امپراتوری و با قول حمایت کردن از او و دوباره جنگیدن این کار را نکرد و خودش را به یک کشتی انگلیسی تسلیم کرد او خود را به انگلیسی‌ها تسلیم کرد به امید اینکه آن‌ها پیشنهاد او را مبنی بر زندگی کردن در شهر لندن می‌پذیرند اما کشتی انگلیسی به محض ورود به لندن به او اعلام شد که نباید این موجود جنگ طلب وارد انگلیس شود و پس از تشکیل جلسه‌ای نتیجه این شد که او را به جزیره‌ای در دریای اطلس به نام هلن مقدس تبعید شود.

## تبعید به سنت هلن

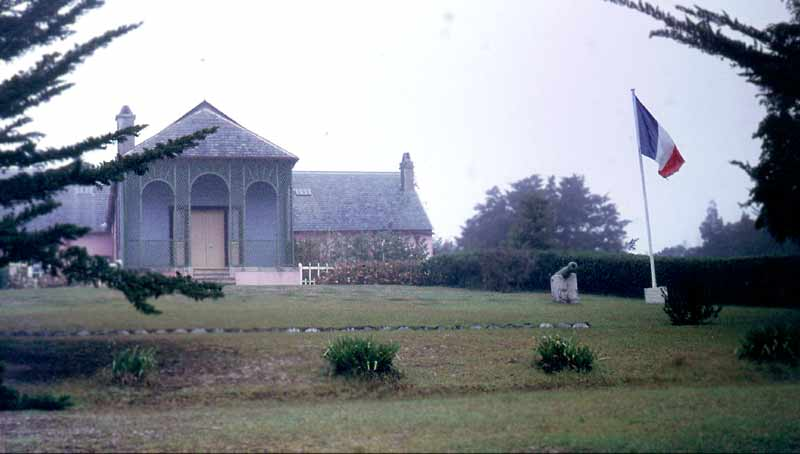
خانه لانگوود، جزیزهٔ سنت هلنا: محل اسارت ناپلئون

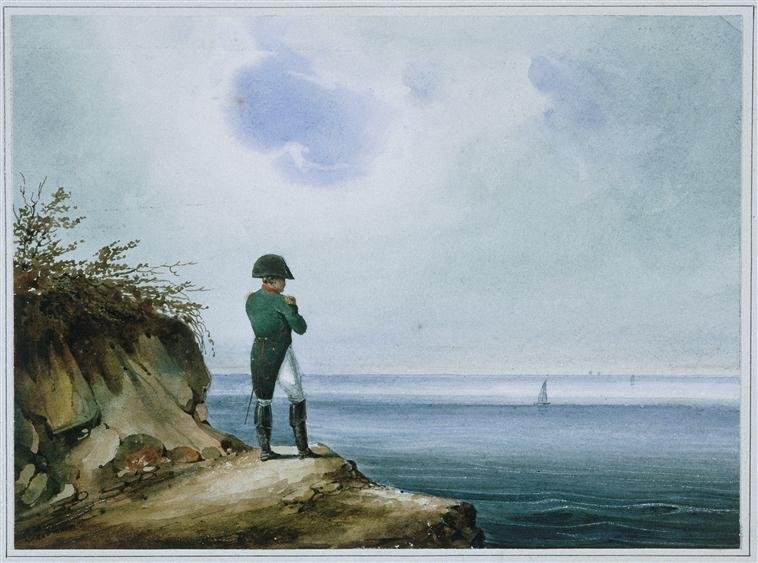
ناپلئون در سنت هلن

ناپلئون به جزیره سنت هلنا واقع در اقیانوس اطلس تبعید و زندانی شد. در ۲ ماه اول از تبعیدش او در منطقه بریارس که متعلق به ویلیام بالکومب بود در یک چادر صحرایی زندگی می‌کرد.
ناپلئون با خانواده بالکومب صمیمی شده بود به خصوص با دختر جوان ویلیام که نامش الیزابت بود او کسی بود که بعد رمان خاطرات امپراتور ناپلئون را نوشت. دوستی ناپلئون با خانواده ویلیام در سال ۱۸۱۸ به پایان رسید زیرا صاحب اختیاران انگلیسی به ویلیام بالکومب مشکوک شدند و فکر می‌کردند او واسطه میان ناپلئون و پاریس است بنابراین او را از آن جزیره به جای دیگری منتقل کردند. در دسامبر ۱۸۱۵ ناپلئون به خانه لانگوود (Longwood House) منتقل شد. در زندان جدید طرز رفتار لاو (زندانبان ناپلئون) به گونه‌ای ترحم‌آمیز بود.
ناپلئون و همراهانش از اوضاع و عدالت حاکم در زندان راضی نبودند.
در سالهای اولیه تبعید ناپلئون ملاقات کنندگانی داشت اما با بیشتر شدن محدودیت‌ها زندگی ناپلئون به سمت انزوا کشیده شد. در سال ۱۸۱۸ روزنامه تایمز راجع به فرار کذایی ناپلئون گزارشی نوشته بود. مجلس شورای انگلیسی با ناپلئون همدردی می‌کرد. لرد هلندی در طی سخنانی برای باشگاه لردها از آن‌ها درخواست کرد که با زندانیان تا جایی که امکان دارد با تندی برخورد نکنند.

## اشتباهات ناپلئون
بنا به گفته مورخان، ناپلئون سه اشتباه بزرگ داشت
1. تسخیر اسپانیا (یار دیرین و متفق ناپلئون که در جنگ‌ها وی را یاری می‌نمود) که باعث شد در طول این جنگ ۳۰۰۰۰۰ سرباز خود را از دست بدهد.
2. محاصرهٔ بریتانیا که باعث شد علاوه بر آسیب زدن به اقتصاد بریتانیا به اقتصاد فرانسه هم آسیب برسد.
3. لشکرکشی به روسیه که موجب ضعف وی و کشته شدن بسیاری از ارتش وی و نیز نارضایتی فرانسویان را فراهم آورد.[۹۸]

## ناپلئون و ایران

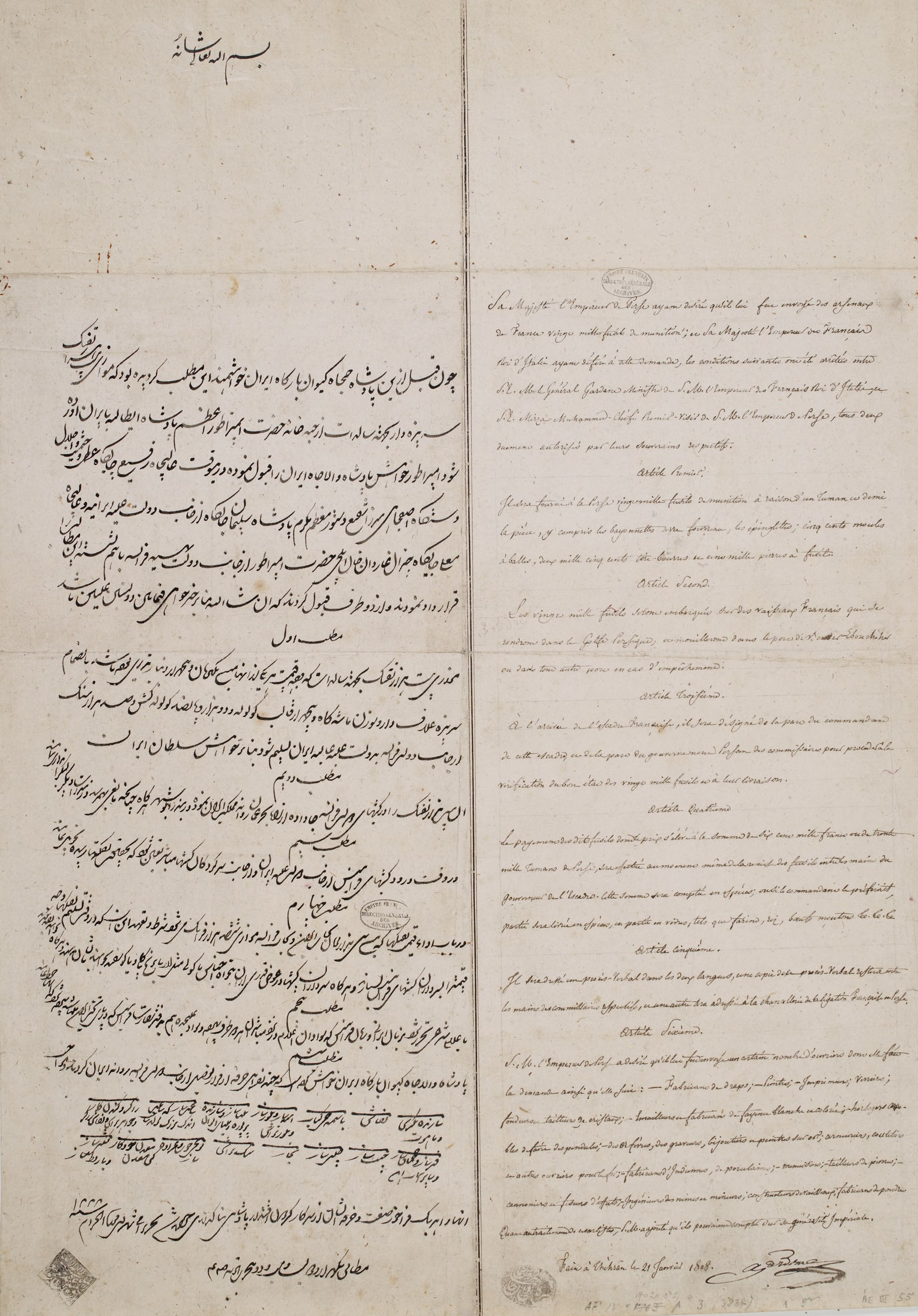
تصویر قرارداد فروش ۲۰ هزار قبضه سلاح به ایران در سال ۱۸۰۸ میلادی

ناپلئون با ایرانیان عهدنامه فینکنشتاین را امضاء نمود که از خاک ایران برای تسخیر هند استفاده کند، در مقابل برای برگرداندن قفقاز (دربرگیرنده گرجستان) به ایرانیان کمک کند. او به گفته‌های خویش عمل نمود و ارتش ایران را آموزش نظامی می‌داد، و برای آن‌ها توپ‌های متحرک و تفنگ‌های باروتی از فرانسه وارد کرد. اما پس از امضا پیمان تیلسیت با تزار الکساندر اول، امپراتور فرانسه از کمک به ایران در جنگ با وی سر باز زد و فتحعلی شاه قاجار بعد از خیانت وی به بریتانیا متوسل شد.

## سرانجام ناپلئون

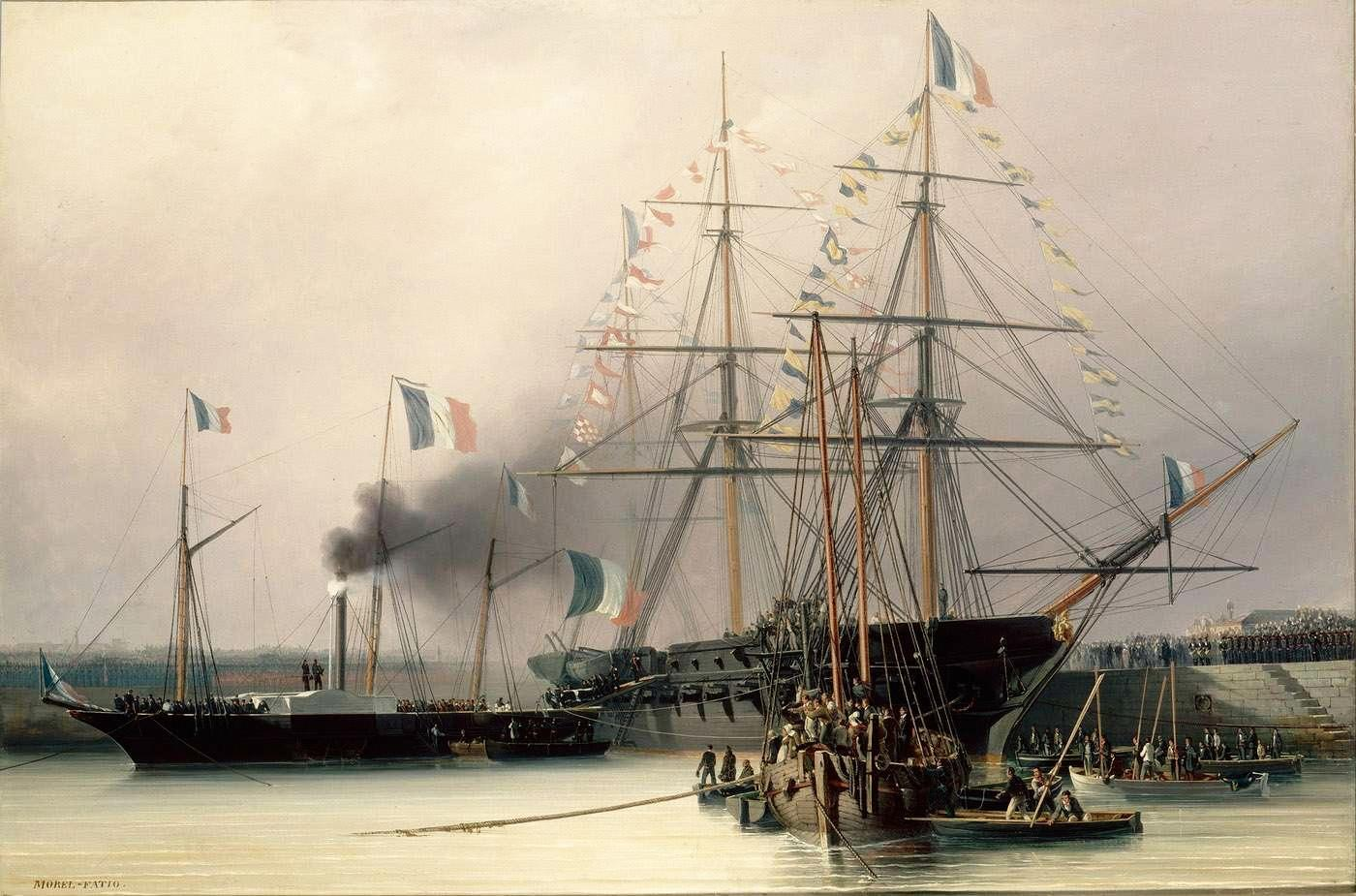
کشتی فرقت؛ بل پائول جسد ناپلئون را به فرانسه بازگرداند.

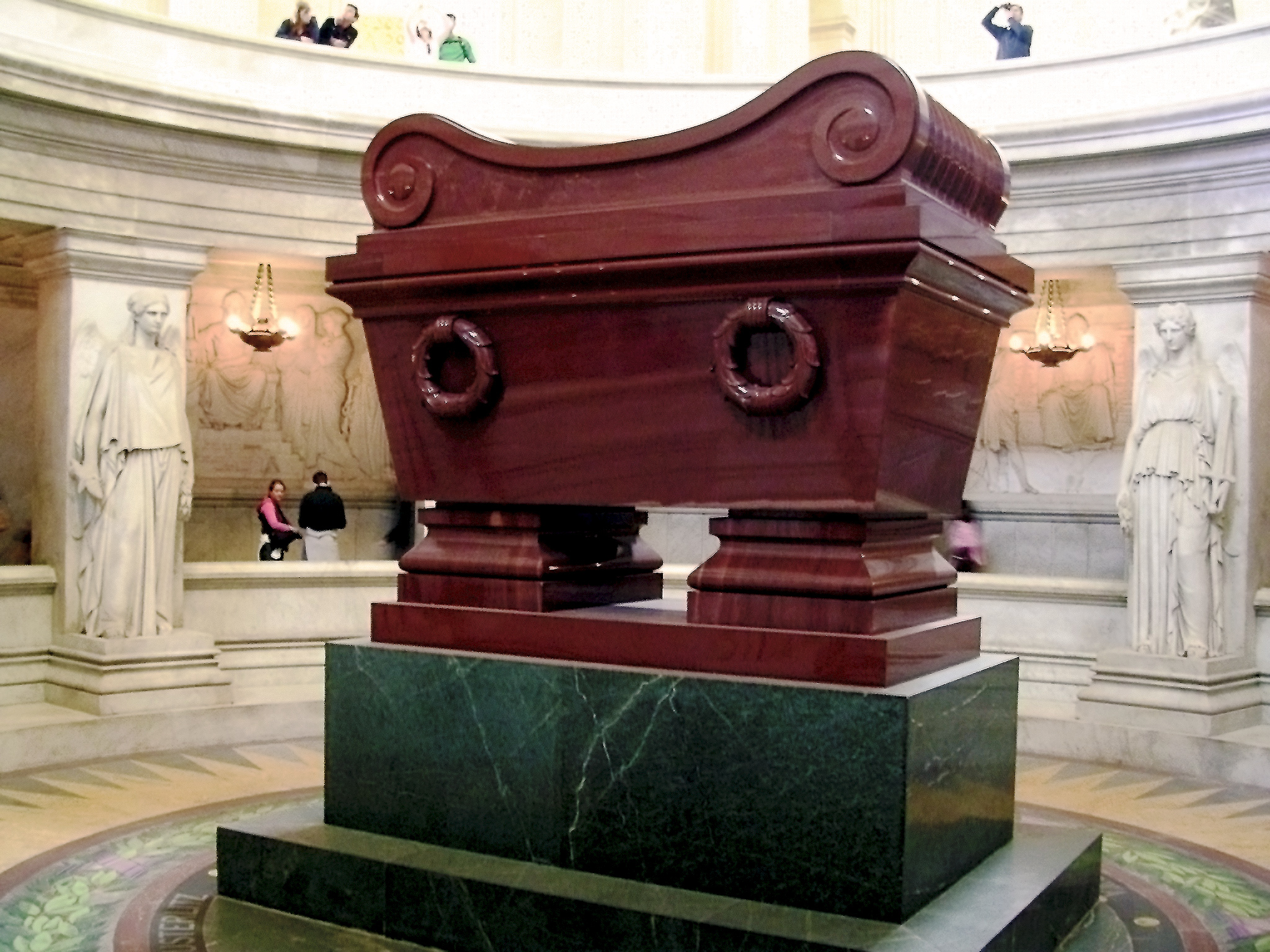
مقبره ناپلئون در لزنولید

تهاجم فرانسه به روسیه در سال ۱۸۱۲ میلادی، سبب تغییر ناگهانی آیندهٔ ناپلئون شد. تهاجم او خرابی‌هایی را به بار آورد که هرگز بهبود نیافت. در سال ۱۸۱۳ میلادی، ائتلاف ششم او را در نبرد لایپزیگ شکست داد. پس از این شکست، ناپلئون از قدرت خلع و به جزیرهٔ البا تبعید شد. کمتر از یک سال بعد او بازگشت و سرانجام در جنگ واترلو در ژوئن سال ۱۸۱۵ مغلوب شد. ناپلئون ۶ سال آخر زندگی خود را تحت نظارت بریتانیا در جزیرهٔ سنت هلن سپری کرد. در فوریه ۱۸۲۱ بناپارت سلامتی خود را به سرعت از دست می‌داد و در ۳ می، دو پزشک انگلیسی که تازه آمده بودند برای معالجهٔ بناپارت فقط توانستند برای او مقداری آرامبخش توصیه کنند.
ناپلئون دو روز بعد از اعترافات به گناهانش مرد و درحالی که آخرین مسح تدهین دم مرگ را بر روی وی کشیدند که این مراسم برای کاتولیک‌هاست و پدر آنگه ویگنالی توشهٔ سفرش را در دستانش قرار داد.
آخرین کلمات وی در لحظه مرگ از این قرار بود، فرانسه، راس ارتش، ژوزفین، او وصیت کرده بود که در کنار رود سن به خاک سپرده شود اما انگلیسی‌ها اجازه ندادند و او را در سنت هلن در یک مکان بی‌نام و نشان دفن کردند، بی هیچ آرامگاهی.
تشریح بدن او نشان داد که به دلیل وجود سرطان معده جان سپرد. استین فورشود (به انگلیسی: sten forshufvud) و دیگر دانشمندان در سال ۱۹۶۰ حدس زدند که او توسط آرسنیک مسموم شده‌است. مطالعات منتشرشده در سال ۲۰۰۷ و ۲۰۰۸ میلادی ضمن رد شواهد قبلی مبنی بر مسمویت ناپلئون با سم ارسنیک، مرگ وی به واسطهٔ زخم معده و سرطان معده را تأیید کرد. شایعاتی نیز وجود دارد که بیان می‌کند ناپلئون از سنت هلن نیز فرار کرد و در میان مردم به‌طور مخفی زندگی کرده و در صدد بود تا پسرش را به قدرت برساند که بر اثر گلوله نگهبانی که او را نمی‌شناخت کشته شد.
در سال ۱۸۴۰ لوئی فیلیپ پادشاه وقت فرانسه، توانست از دولت انگلیس اجازه برگرداندن جنازهٔ ناپلئون به فرانسه را بگیرد. بقایای جسد وی توسط یک کشتی نیروی دریایی فرانسه که به این مناسبت با رنگ سیاه، رنگ شده بوده به فرانسه حمل شد و در ۲۹ نوامبر به بندر شربورگ رسید. پس از آن بقایا به یک کشتی بخار منتقل شد و به لو آور، روان و نهایتاً از طریق رود سن به پاریس حمل شد. مراسم تشیع رسمی در ۱۵ دسامبر برگزار شد. در سال ۱۸۶۱ بقایای جسد ناپلئون به مقبره فعلی منتقل شد. این مقبره که از سنگ‌های آذرین ساخته شده، در سرداب زیر گنبد بنای لزنولید واقع شده.

## موارد جزئی پایانی

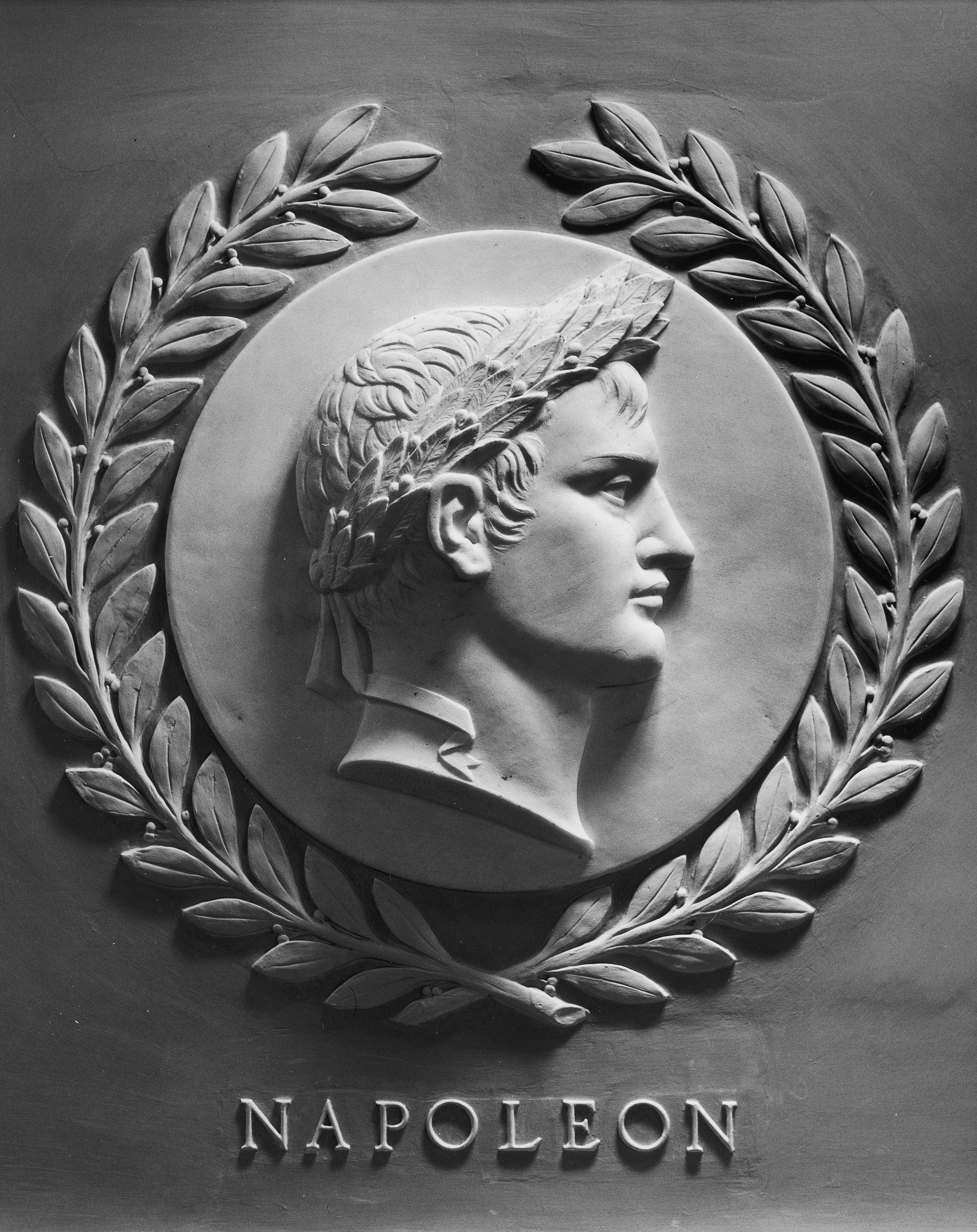
نقش‌برجسته ای از ناپلئون در مجلس نمایندگان ایالات متحده آمریکا برای گرامیداشت یاد او به عنوان یکی از ۲۳ شخصیت برجستهٔ جهان در امر قانونگذاری در سرتاسر تاریخ.

به دلیل مجموعه قوانین حقوق مدنی – که در سال ۱۸۰۴ وضع کرده و به قوانین ناپلئون مشهور شد – امروزه مورد توجه است.
او در عین حال که مردم را دعوت به تجدد می‌کرد، دم از حشمت اعصار امپراتوری روم می‌زد. الهام از تمدن روم، در صنایع این عهد نیز منعکس گردید. اثاث‌البیت جسیمی که به اسم «امپراتوری» اشتهار یافت، تابلوهای ژاک لویی داوید که حکایت از دلاوری می‌کند، کلیسای مادلن پاریس که شباهت به یک معبد کلاسیک دارد و مبدل به پرستشگاهی برای جلال الهی گردید، آرک دو تریمف (طاق نصرت) در پاریس که به سال ۱۸۰۶ احداث آن آغاز شد، همه محیط جلال دامن‌گستری را در مخیله‌ها تجسم می‌داد که ناپلئون مایل بود ملل اروپایی در چنان محیطی زیست کنند. علاقهٔ وی به روم باستان حتی از لغاتی که برای ادارهٔ امور خویش اتخاذ نمود هویداست؛ مانند کنسول‌ها، پرفه (Praefectus)، تریبونات (Tribunate)، سنا، لژیون دونور یا نشان افتخاری، جمهوری سزآلپین یا اینسوی آلپ، ایالات ایلیری و سرانجام خود کلمهٔ امپراتوری (Imperium).

## قد ناپلئون

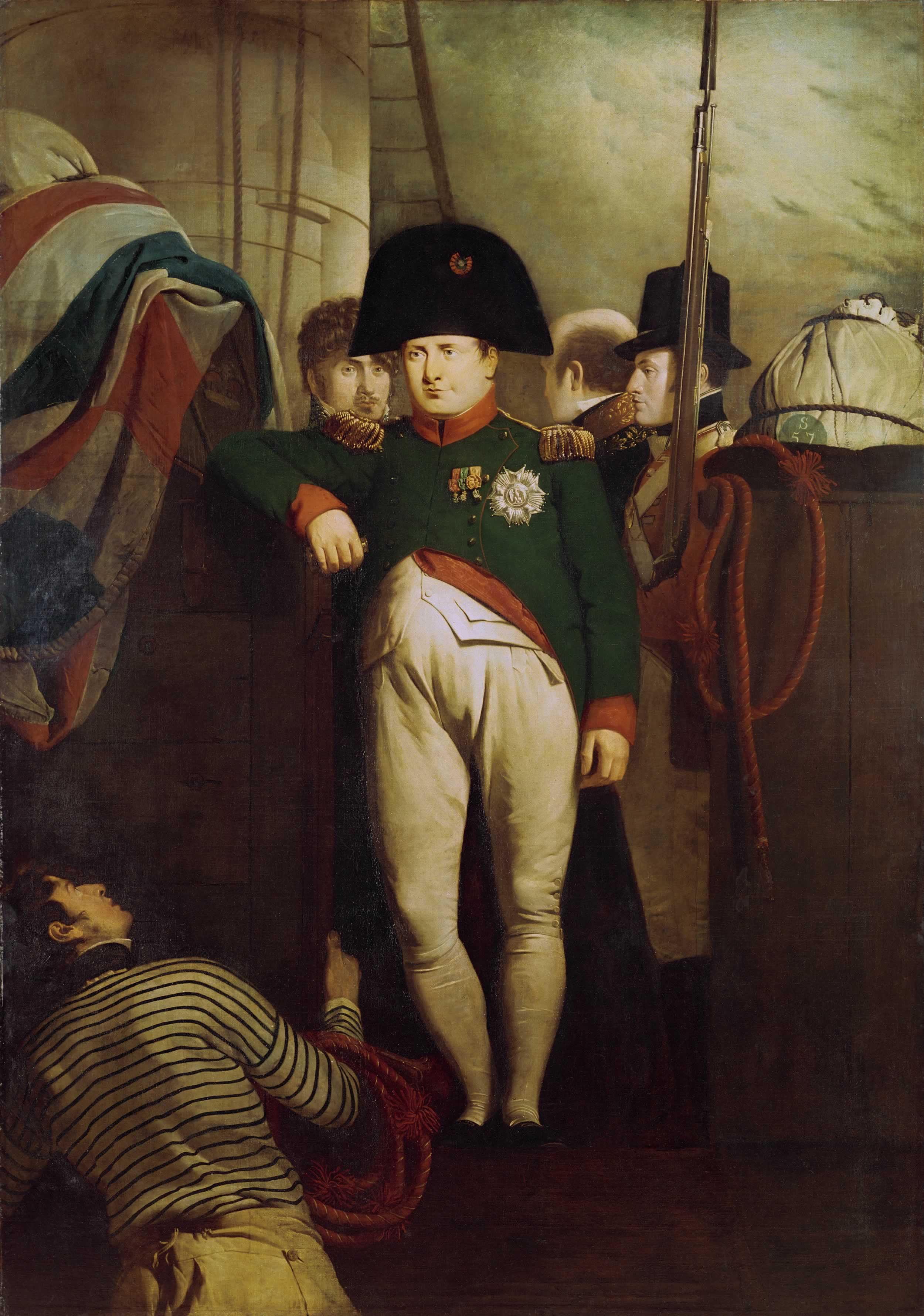
ناپلئون بناپارت. همان‌طور که در تصویر پیداست وی از لقب خود، سرجوخه کوچک، قدبلندتر بود.

ناپلئون بناپارت (در تصویر) قدکوتاه نبود، بلکه او از یک فرد فرانسوی با قد متوسط بلندتر بود. در هنگام مرگ طول قد امپراتور فرانسوی برابر ۵ پا و ۲ اینچ (پای فرانسوی) برابر با ۱/۶۸ متر ثبت شده‌است که در مقایسه با میانگین قد مردم فرانسه در آن زمان (تقریبا ۱۶۵ سانتی متر) بیشتر بود.